# Natividad de Jesús

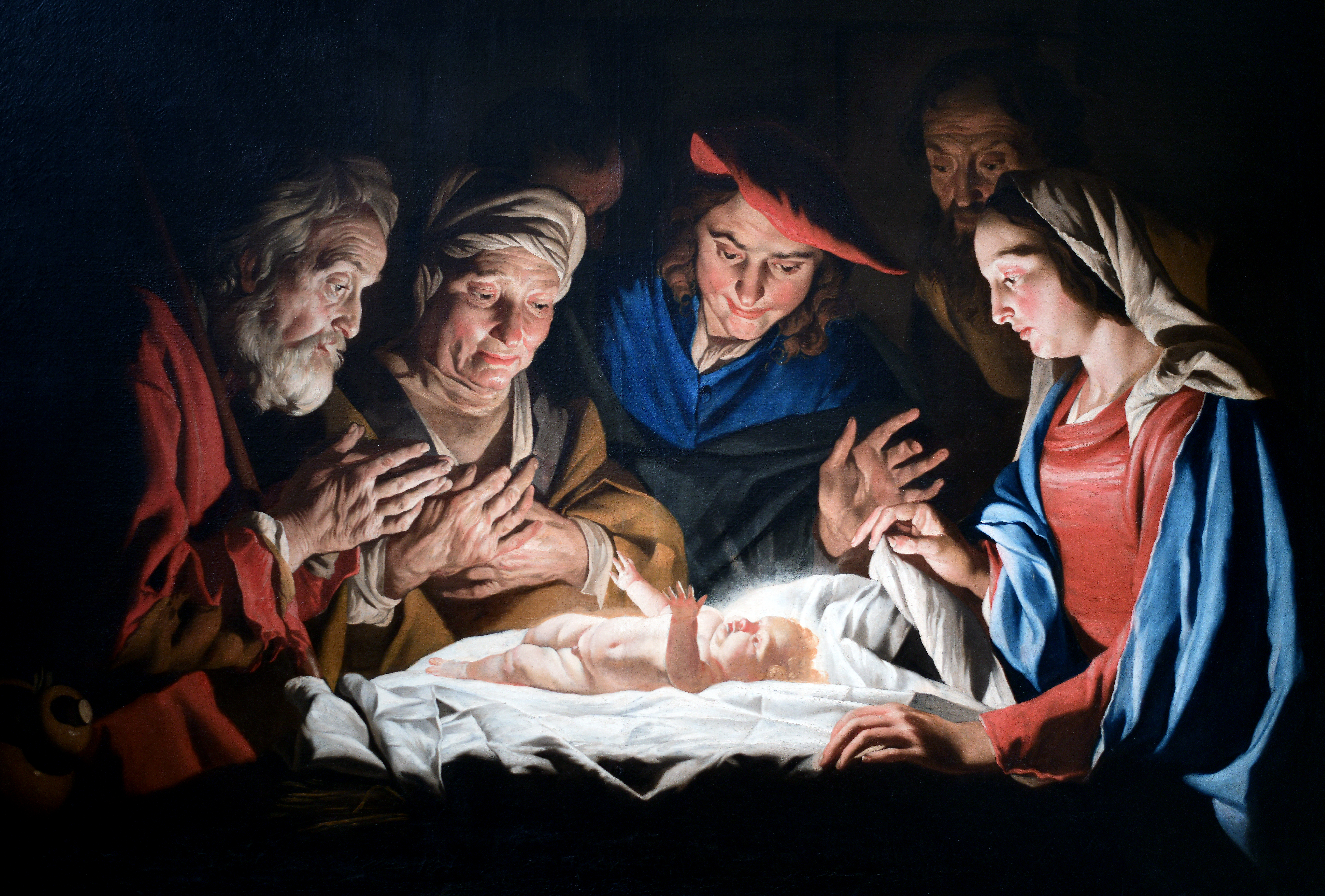
Adoración de los pastores, de Matthias Stomer (1632).

La natividad o nacimiento de Jesús se describe en los Evangelios bíblicos de Mateo y Lucas. Los dos relatos coinciden en que Jesús nació en Belén de Judea, su madre María estaba desposada con un hombre llamado José, que descendía del rey David y no era su padre biológico, ya que su nacimiento fue causado por intervención divina.
La natividad es la base de la festividad cristiana de Navidad el 25 de diciembre y juega un papel importante en el año litúrgico cristiano. Muchos cristianos exhiben tradicionalmente pequeñas escenas del pesebre que representan la natividad en sus hogares, o asisten a las obras de teatro de la Natividad o los concursos de Navidad que se enfocan en el ciclo de la natividad en la Biblia.
Las congregaciones cristianas de tradición occidental (incluida la Iglesia católica, los ortodoxos de rito occidental y las Iglesias protestantes) comienzan a observar la temporada de Adviento cuatro domingos antes de Navidad. Los cristianos de la Iglesia ortodoxa y el cristianismo oriental observan una temporada similar (a veces llamada Adviento, pero también llamada «Ayuno de Natividad») que comienza cuarenta días antes de Navidad. Algunos cristianos ortodoxos orientales (por ejemplo, griegos y sirios) celebran la Navidad el 25 de diciembre. Otros ortodoxos (por ejemplo, coptos, etíopes, georgianos y rusos) celebran la Navidad el 7 de enero (Koiak 29 en el calendario copto) como resultado del cumplimiento del calendario juliano, en lugar del calendario gregoriano. La Iglesia armenia, sin embargo, continúa la antigua práctica original cristiano oriental de celebrar el nacimiento de Cristo no como una festividad separada, sino el mismo día de la celebración de su bautismo (Teofanía), que es el 6 de enero.
La representación artística de la natividad ha sido un tema importante para los artistas cristianos desde el siglo IV. Las representaciones artísticas del belén desde el siglo XIII han enfatizado la humildad de Jesús y promovido una imagen más tierna de él, un cambio importante con respecto a la imagen temprana del «Señor y Maestro», reflejando cambios en los enfoques comunes adoptados por el ministerio pastoral cristiano durante la misma época.

## Lugar y fecha de nacimiento

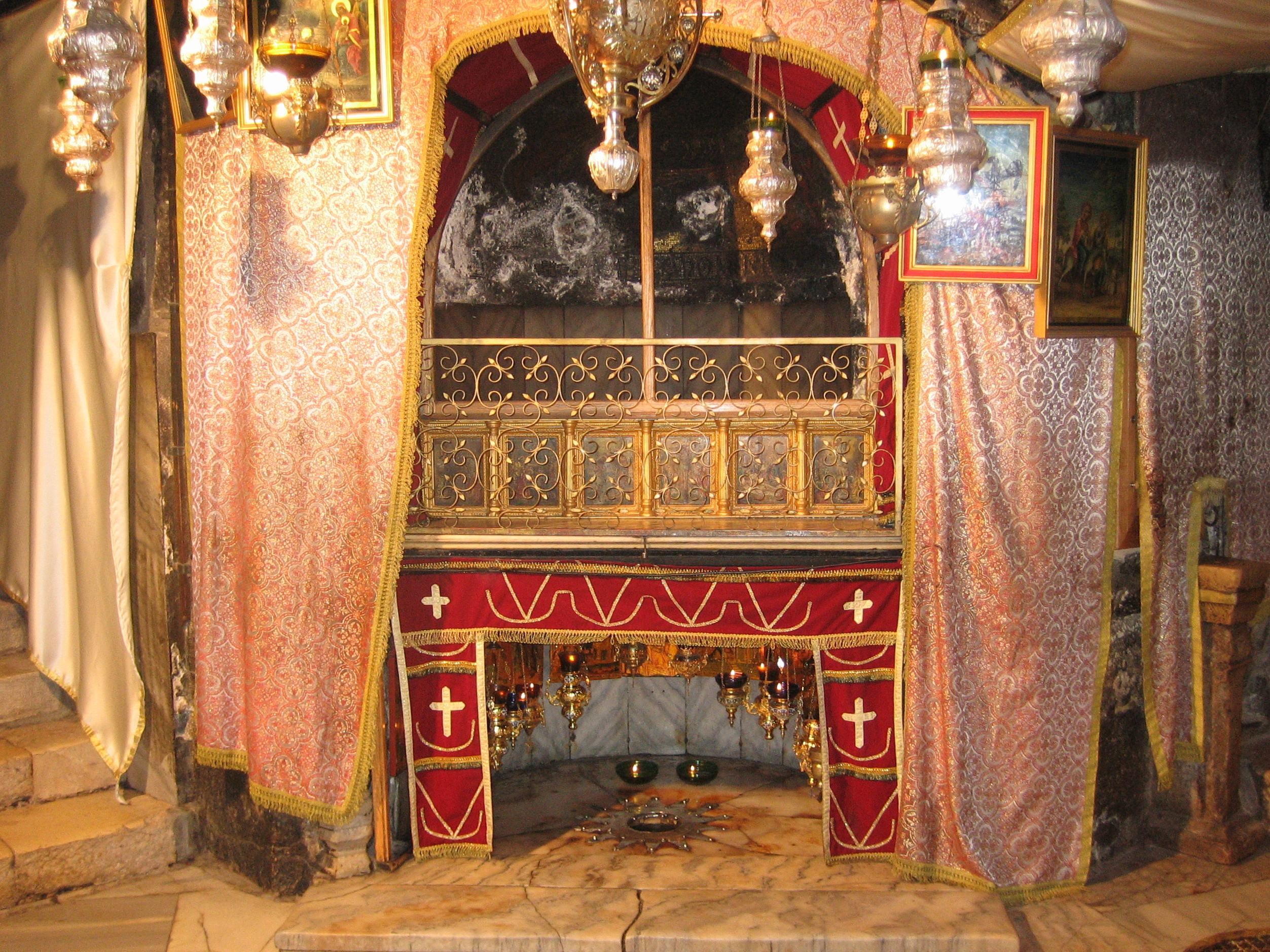
Altar en la Basílica de la Natividad, en Belén.

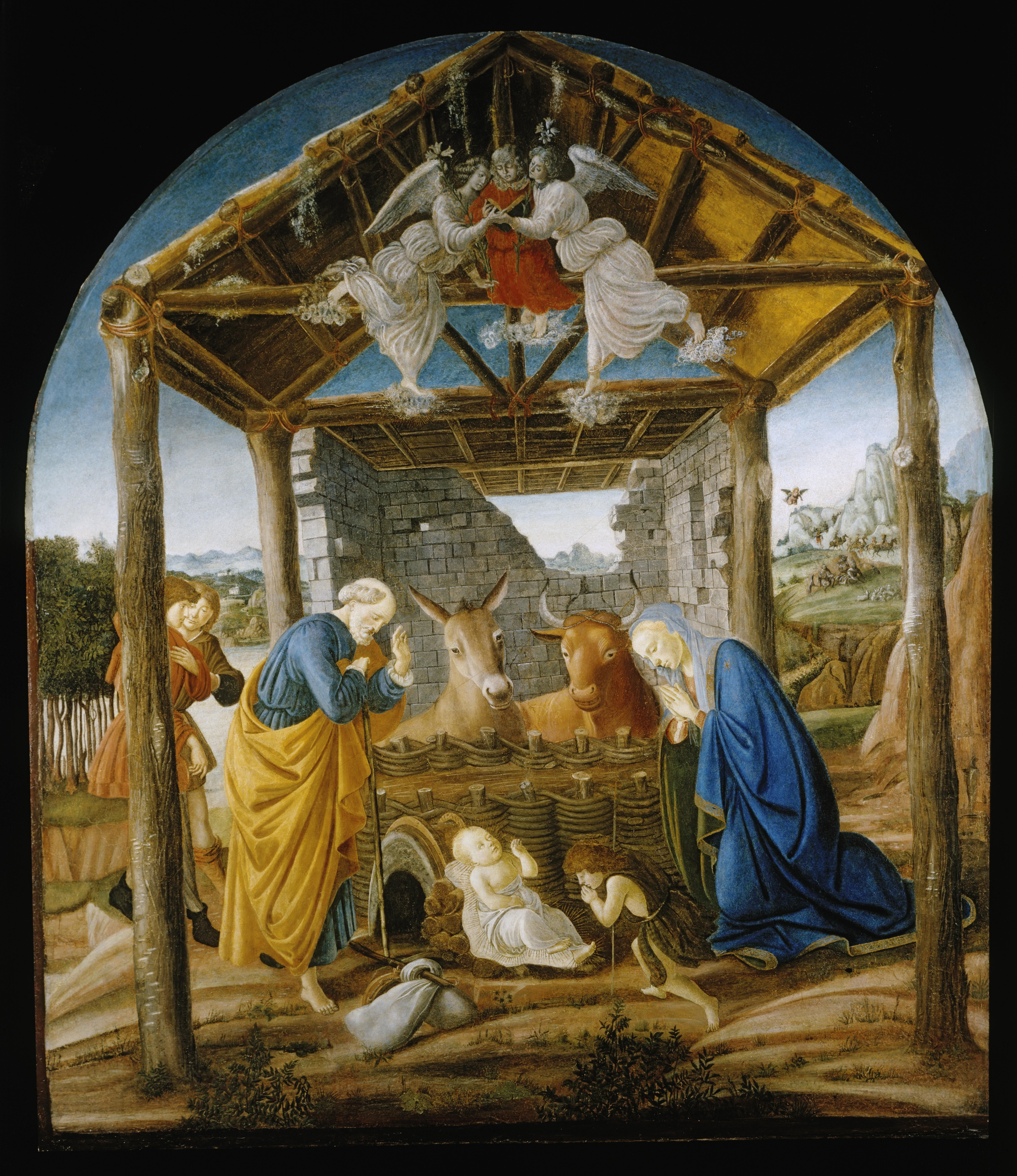
Natividad de Jesús, de Botticelli (c. 1473-1475).

Tanto el evangelio de Mateo como el de Lucas sitúan el nacimiento de Jesús en Belén. El Evangelio de Lucas dice que María dio a luz a Jesús y lo colocó en un pesebre «porque no había lugar para ellos en el mesón». La palabra griega kataluma puede traducirse como «mesón» o «habitación de invitados», y algunos eruditos han especulado que José y María pudieron haber buscado quedarse con familiares, en lugar de una posada, solo para encontrar la casa llena, ante lo cual acudieron al refugio de una habitación con pesebre. Este podría ser un lugar para mantener a las ovejas dentro del área de Belén, llamado Migdal Eder («torre del rebaño»), como lo profetizó el profeta Miqueas en Miqueas 4:8. Aunque Mateo no indica explícitamente el lugar de origen de José o dónde vivía antes del nacimiento de Jesús, el relato implica que la familia vivía en Belén. Lucas 1:26-27 relata que María originalmente vivía en Nazaret en el momento de la Anunciación, antes del nacimiento de Jesús en Belén. En cambio, los evangelios de Juan y Marcos no vinculan a Jesús con Belén ni hablan de su nacimiento, solo se refieren a él como "nazareno". El primer capítulo dice que Jesús es de "Nazaret en Galilea". Esto se repite en varias ocasiones durante el evangelio y nunca se menciona Belén.
En el siglo II, Justino Mártir afirmó que Jesús había nacido en una cueva en las afueras de la ciudad, mientras que el Protoevangelio de Santiago describió un nacimiento legendario en una cueva cercana. La Basílica de la Natividad dentro de la ciudad, construida por Helena de Constantinopla, contiene la cueva tradicionalmente venerada como el lugar de nacimiento de Jesús, que puede haber sido originalmente un sitio del culto del dios Tamuz. En Contra Celsum 1.51, Orígenes (quien desde alrededor de 215 viajó por Palestina) escribió sobre el «pesebre de Jesús».
La fecha de nacimiento de Jesús de Nazaret no se indica en los evangelios ni en ningún texto secular, pero la mayoría de los eruditos asumen una fecha entre el 6 a. C. y el 4 a. C. La evidencia histórica es demasiado ambigua para permitir una datación definitiva, pero la fecha se ha estimado a través de eventos históricos conocidos mencionados en los Evangelios de Lucas y Mateo o trabajando hacia atrás desde el comienzo estimado del ministerio de Jesús. Lucas 2:1 afirma que Jesús nació cuando «se promulgó un edicto de parte de Augusto César, que todo el mundo fuese empadronado. Este primer censo se hizo siendo Cirenio gobernador de Siria». Lo aceptado generalmente es que Jesús nació antes de 4 a. C., el año estimado de la muerte de Herodes.
Como se dijo más arriba, sólo los Evangelios de Mateo y Lucas ofrecen narraciones sobre el nacimiento de Jesús. Ambos coinciden en que Jesús nació en Belén en el reinado del rey Herodes, que su madre se llamaba María y que su marido José descendía del rey David (aunque discrepan en los detalles de la línea de descendencia), y ambos niegan la paternidad biológica de José mientras que tratan el nacimiento, o más bien la concepción, como efectuada divinamente.
Más allá de esto, coinciden en muy poco. José domina la de Mateo y María la de Lucas, aunque la sugerencia de que uno deriva de José y la otra de María no es más que una deducción piadosa. Mateo da a entender que José ya tiene su casa en Belén, mientras que Lucas afirma que vivía en Nazaret. En Mateo el ángel habla a José, mientras que Lucas tiene un ángel que habla a María. Sólo Lucas tiene los relatos que rodean el nacimiento de Juan Bautista, el censo de Quirino, la adoración de los pastores y la presentación en el Templo el octavo día; sólo Mateo tiene a los sabios, la estrella de Belén, el complot de Herodes, la matanza de los Inocentes y la huida a Egipto. Los dos itinerarios son bastante diferentes. Según Mateo, la Sagrada Familia comienza en Belén, se traslada a Egipto tras el nacimiento y se instala en Nazaret, mientras que según Lucas comienzan en Nazaret, viajan a Belén para el nacimiento e inmediatamente regresan a Nazaret. Los dos relatos no pueden armonizarse en una sola narración coherente ni rastrearse hasta la misma fuente Q, lo que lleva a los estudiosos a clasificarlos como "Mateo especial" (o simplemente la fuente M) y "Lucas especial" (la fuente L).
Como los evangelios cristianos, el islam sitúa el nacimiento virginal de Jesús en Belén.

## Narrativas del Nuevo Testamento

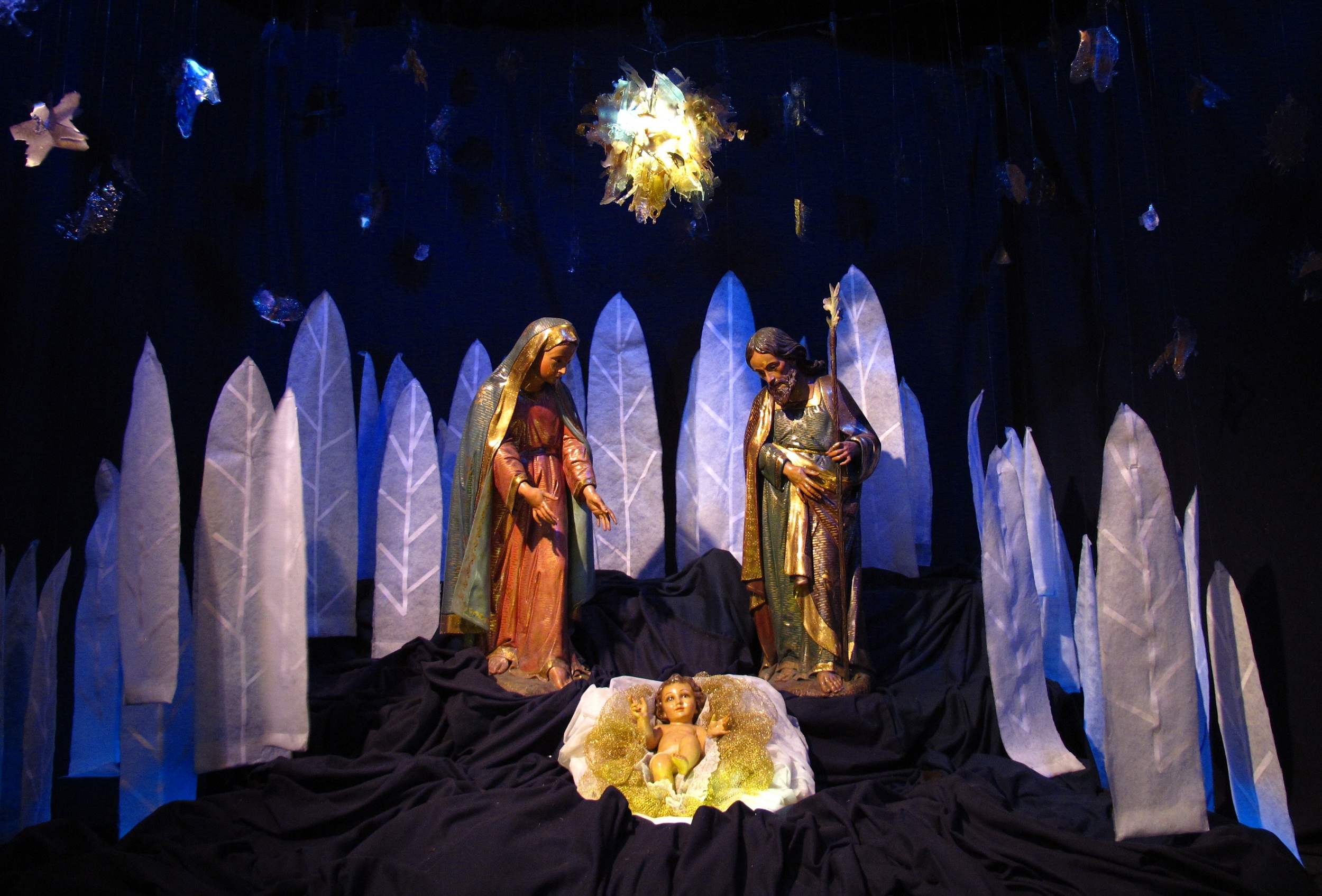
Representación del nacimiento de Jesús en la Catedral Metropolitana de Buenos Aires.

De los cuatro evangelios canónicos, solo dos ofrecen narrativas sobre el nacimiento de Jesús: Mateo (Mateo 1:18-25, además de una genealogía de José en Mateo 1:1-17) y Lucas (Lucas 2:1-7, además de una genealogía de José en Lucas 3:21-38). De estos dos, solo Lucas ofrece los detalles del nacimiento de Jesús en Belén.

Sucedió que por aquellos días salió un edicto de César Augusto ordenando que se empadronase todo el mundo. Este primer empadronamiento tuvo lugar siendo gobernador de Siria Cirino. Iban todos a empadronarse, cada uno a su ciudad. Subió también José desde Galilea, de la ciudad de Nazaret, a Judea, a la ciudad de David, que se llama Belén, por ser él de la casa y familia de David, para empadronarse con María, su esposa, que estaba encinta. Y sucedió que, mientras ellos estaban allí, se le cumplieron los días del alumbramiento, y dio a luz a su hijo primogénito, le envolvió en pañales y le acostó en un pesebre, porque no tenían sitio en el alojamiento.
Evangelio de Lucas 2, 1-7

La narración continúa con una serie de detalles: los pastores que cuidaban sus rebaños por los alrededores reciben la visita de un ángel que les anuncia el nacimiento del Niño que será el salvador y a continuación van todos juntos a adorarle para después proclamar la noticia por todas partes. Un conjunto de detalles anecdóticos como la presencia del buey y la mula no forman parte de los escritos neotestamentarios ni de la celebración de la Natividad, sino que la tradición los incorporó más tarde a partir de los evangelios apócrifos.
En cambio, el Evangelio de Mateo centra su atención en la genealogía paterna de Jesús. 

## Evangelio de Mateo

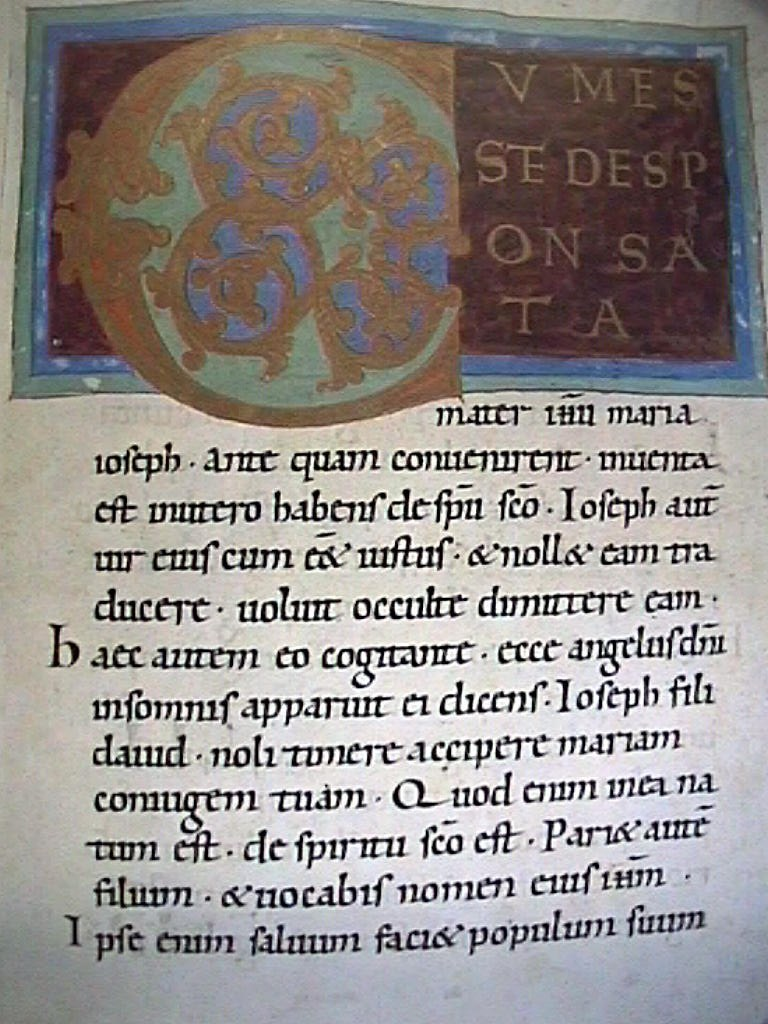
Una página del Apocalipsis de Bamberg del que muestra Mateo 1:21

### Anunciación a José
María, la madre de Jesús, estaba prometida a José, pero el Espíritu Santo le dijo que estaba embarazada. José tenía la intención de divorciarse en secreto, pero un ángel le dijo en un sueño que debía tomarla como esposa y llamar al niño Jesús, "porque él es quien salvará a su pueblo de sus pecados". Así se cumpliría la profecía de que una virgen daría a luz un hijo, que sería conocido como Emmanuel, que significa "Dios está con nosotros". José se despertó, tomó a María por esposa, la cual dio a luz a un hijo, y le puso por nombre Jesús (Mateo 1:18-25).
Estos versículos presentan un problema, ya que en la genealogía de Jesús mateana precedente, se ha demostrado que José es descendiente de David (el ángel se dirige a él como "hijo de David") y heredero del reino de Judá, pero Mateo 1:16 revela que Jesús no es hijo de José, y Mateo se cuida de no referirse nunca a él de este modo. El papel de José al nombrar al niño indica que está siendo adoptado legalmente, y por lo tanto se convierte, como su padre, ahora legal, en "hijo de David". 

### Adoración de los magos
El nacimiento tuvo lugar en la ciudad de Belén, en la región conocida como Judea por los romanos y Palestina por los asirios, en tiempos del rey Herodes (Herodes el Grande). Los Hombres sabios de Oriente (los Reyes Magos) llegaron a Jerusalén, preguntando dónde podían encontrar al niño nacido rey de los judíos, pues habían visto su estrella en su salida, y deseaban rendirle homenaje. Herodes y toda Jerusalén se asustaron al oír esto, pero Herodes, enterado por los sumos sacerdotes y escribas de que el mesías nacería en Belén según la profecía, envió allí a los Magos con instrucciones de que regresaran y le dijeran cuándo lo habían encontrado. Los Magos adoraron al niño en Belén y le dieron regalos de oro, incienso y mirra, pero un ángel les advirtió en sueños que no volvieran a Herodes, y regresaron a casa por otro camino.

### Masacre de los inocentes, huida a Egipto y regreso a Israel
Cuando Herodes se enteró de que los Reyes Magos le habían engañado, se enfureció y mató a todos los niños menores de dos años de Belén y sus alrededores (la Matanza de los Inocentes). Esto fue en cumplimiento del profeta Jeremías: Se oyó una voz en Ramá, lamentos y fuertes lamentaciones, Raquel llorando por sus hijos; se negó a ser consolada, porque ya no están. Pero un ángel se había aparecido a José en sueños y le había advertido que tomara al niño y a su madre y huida a Egipto, y la Sagrada Familia permaneció allí hasta que Herodes murió para cumplir las palabras del profeta: De Egipto he llamado a mi hijo. A la muerte de Herodes, un ángel se le apareció a José en sueños y le dijo que regresara con el niño y su madre a Israel, pero el hijo de Herodes gobernaba ahora Judea, y tras ser advertido en sueños José se fue en su lugar a Galilea, donde estableció su hogar en Nazaret «para que se cumpliera lo que se había dicho por medio de los profetas: "Será llamado Nazareno"».
En este capítulo, el autor de Mateo necesita establecer que "Jesús de Nazaret" nació de hecho en Belén, la ciudad donde nació David, pues el "hijo de David" nacido allí será "Rey de los judíos", una designación que no vuelve a aparecer en Mateo hasta la crucifixión. El temor de Herodes y la visita de los Magos subrayan el nacimiento real, al igual que los diversos textos proféticos citados o referenciados en este capítulo.

## Evangelio de Lucas

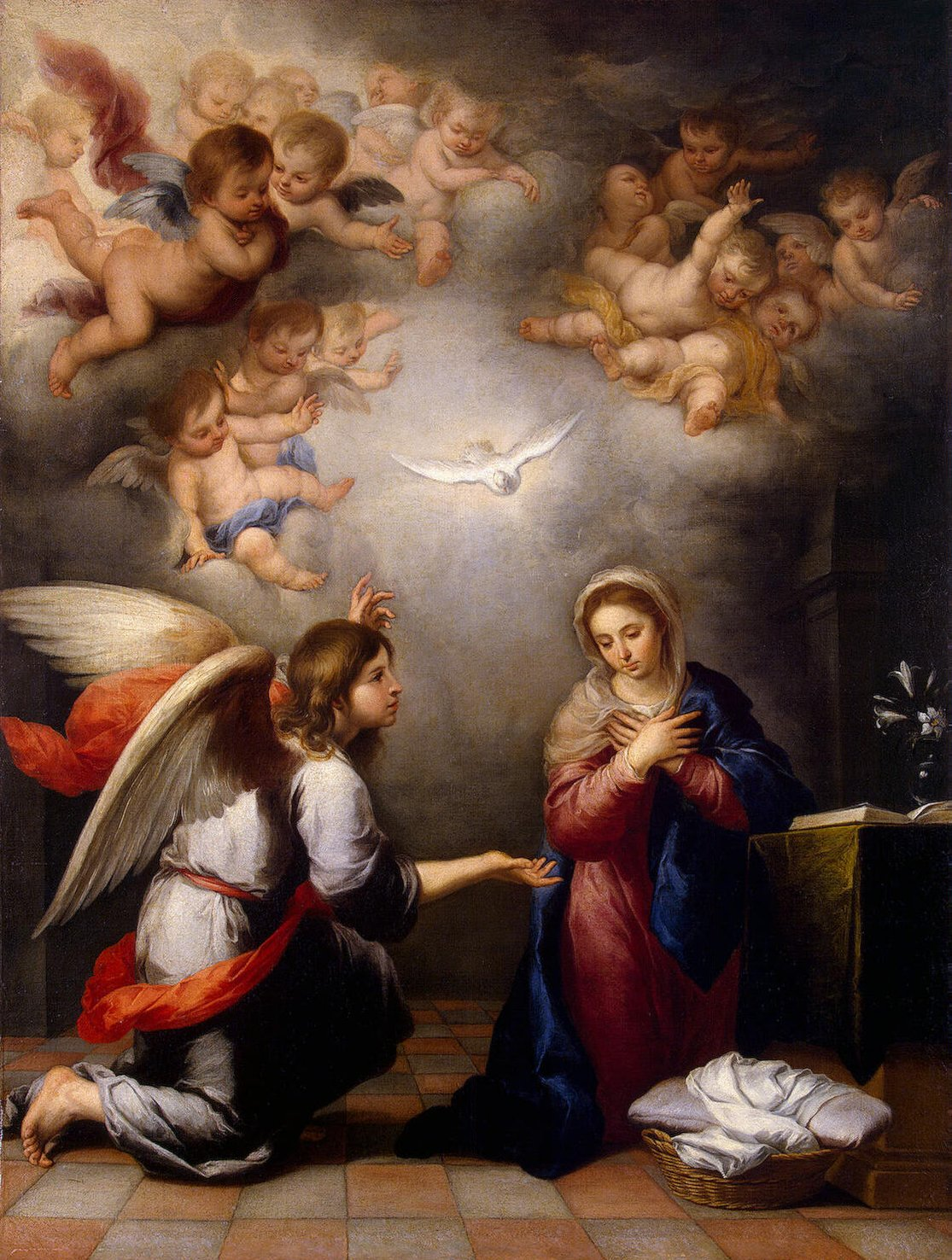
Anunciación del ángel Gabriel a María, por Murillo, c. 1660

En el Evangelio de Lucas, cuando Herodes era rey de Judea, Dios envió al ángel Gabriel a Nazaret de Galilea para anunciar a una virgen llamada María, que estaba prometida a un hombre llamado José, que le nacería un niño. El ángel Gabriel le anunció que le pondría por nombre Jesús, porque sería el hijo de Dios y reinaría sobre Israel para siempre. Cuando se acercaba el momento del nacimiento, César Augusto mandó hacer un censo de los dominios romanos, y José llevó a María a Belén, la antigua ciudad de David, pues él era de la Casa de David. Jesús nació en Belén; como no tenían donde alojarse en la ciudad, el niño fue acostado en un pesebre mientras los ángeles anunciaban su nacimiento a un grupo de pastores que lo adoraban como Mesías y Señor.
De acuerdo con la Ley judía, sus padres presentaron al niño Jesús en el Templo de Jerusalén, donde dos personas en el templo, Simeón y Ana, dieron gracias a Dios que había enviado su salvación. José y María regresaron entonces a Nazaret.

## Temas y analogías

### Análisis temático

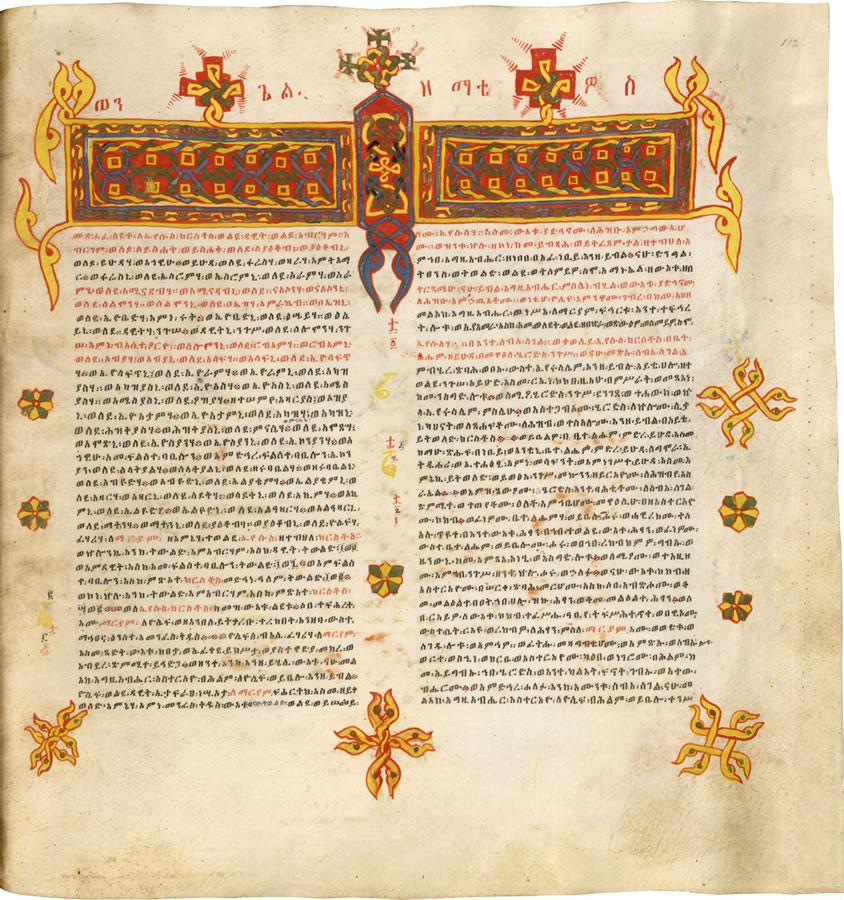
Evangelio de Mateo de una Biblia etíope, 1700

Helmut Koester escribe que mientras la narración de Mateo se formó en un entorno judío, la de Lucas se modeló para atraer al mundo grecorromano. En particular, mientras que los pastores eran considerados negativamente por los judíos de la época de Jesús, en la cultura grecorromana eran vistos como "símbolos de una edad dorada en la que dioses y humanos vivían en paz y la naturaleza estaba en armonía". C. T. Ruddick Jr. escribe que las narraciones de Lucas sobre el nacimiento de Jesús y Juan se basaron en pasajes del Génesis, capítulos 27-43. Independientemente de ello, la natividad de Lucas presenta a Jesús como salvador de todas las personas, trazando una genealogía que se remonta hasta Adán, demostrando su humanidad común, y lo mismo ocurre con las humildes circunstancias de su nacimiento. Lucas, al escribir para un público  gentil, presenta al niño Jesús como salvador tanto de gentiles como de judíos. Mateo utiliza citas de las escrituras judías, escenas que recuerdan la vida de Moisés y un patrón numérico en su genealogía para identificar a Jesús como hijo de David, de Abraham y de Dios. El preludio de Lucas es mucho más largo y hace hincapié en la era del Espíritu Santo y en la llegada de un salvador para todos los pueblos, tanto judíos como gentiles.
Los principales eruditos interpretan la natividad de Mateo como una representación de Jesús como un nuevo Moisés con una genealogía que se remonta a Abraham, mientras que Ulrich Luz considera la representación que hace Mateo de Jesús a la vez como el nuevo Moisés y el inverso de Moisés, y no simplemente un recuento de la historia de Moisés. Luz también señala que en la narración de la masacre, una vez más, se da una cita de cumplimiento: Raquel, la madre ancestral de Israel, llorando por sus hijos muertos (Mateo 2:18).
Los eruditos que interpretan que Mateo pone a Jesús en el papel de un segundo Moisés sostienen que, como Moisés, el niño Jesús se salva de un tirano asesino y huye del país donde nació hasta que su perseguidor muere y es seguro que regrese como salvador de su pueblo. Desde este punto de vista, el relato de Mateo se basa en una narración anterior inspirada en las tradiciones sobre el nacimiento de Moisés. El nacimiento de Moisés es anunciado al faraón por los Reyes Magos; el niño es amenazado y rescatado; los niños israelitas varones son igualmente condenados a muerte por un rey malvado.
Según Ulrich Luz, el comienzo de la narración de Mateo es similar a relatos bíblicos anteriores, por ejemplo, la Anunciación del nacimiento de Jesús (Mateo 1:18-25) recuerda a los relatos bíblicos de los nacimientos de Ismael (Génesis 16:11, Génesis 17), Isaac (Génesis 21:1), Sansón (Jueces 13:3, 13: 5), y recuerda las tradiciones Agadá del nacimiento de Moisés. Sin embargo, en opinión de Luz, los contornos aparecen, en parte, extrañamente superpuestos e invertidos: Egipto, antes tierra de supresión se convierte en lugar de refugio y es el Rey de Israel quien asume ahora el papel de Faraón. Sin embargo, Mateo no se limita a volver a contar la historia de Moisés. Por el contrario, la historia de Jesús es realmente una historia nueva: Jesús es a la vez el nuevo Moisés y el inverso de Moisés.

### Paralismo con el Antiguo Testamento

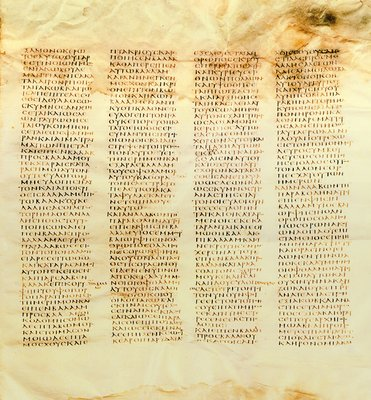
Una página del Codex Sinaiticus, siglo IV

Los eruditos han debatido si Mateo 1:22 y Mateo 2:23 se refieren a pasajes específicos del Antiguo Testamento. Documentos del siglo IV como el Códice Sinaítico no mencionan al profeta Isaías en la afirmación de Mateo 1:22: "Todo esto sucedió para que se cumpliera lo que el Señor había dicho por el profeta", pero en algunas copias de Mateo de los siglos V-VI, como el Codex Bezae, se lee "Isaías el profeta". La afirmación de Mateo 1:23, "He aquí que la virgen quedará encinta", utiliza el término griego parthenos ("virgen") como en la Septuaginta de Isaías, mientras que el Isaías 7:14 utiliza el hebreo almah, que puede significar "doncella", "mujer joven" o "virgen". Raymond E. Brown afirma que los traductores de la Septuaginta del siglo III a. C. pueden haber entendido la palabra hebrea almah como "virgen" en este contexto.
La afirmación en Mateo 2:23 de que "será llamado nazareno" no menciona un pasaje específico del Antiguo Testamento, y existen múltiples interpretaciones eruditas sobre a qué puede referirse. Barbara Aland y otros estudiosos consideran que el griego ninguno: Ναζωραίος, romanizado: Nazoréos utilizado para 'nazareno' es de etimología y significado inciertos,  pero M.J.J. Menken afirma que es un demónimo que se refiere a un "habitante de Nazaret". Menken también afirma que puede estar refiriéndose a Jueces 13:5 y 13:7. El teólogo Gary Smith afirma que Nazirite puede significar alguien consagrado a Dios, es decir. e. un asceta; o puede referirse a Isaías 11:1. The Oxford Bible Commentary afirma que puede ser un juego de palabras sobre el uso de nazirite, "Santo de Dios", en Isaías 4: 3, pretendía identificar a Jesús con los nazarenos, una secta judía que se diferenciaba de los fariseos sólo en que consideraban a Jesús como el Mesías.  El teólogo suizo Ulrich Luz, que sitúa la comunidad mateana en Siria, ha señalado que los cristianos sirios también se llamaban a sí mismos nazarenos.

## Teología cristiana
El significado teológico de la Natividad de Jesús ha sido un elemento clave en las enseñanzas cristianas, desde los primeros Padres de la Iglesia hasta los teólogos del siglo XX.  Las cuestiones teológicas se abordaron ya en el Apóstol Pablo, pero siguieron siendo objeto de debate y, finalmente, condujeron a diferencias tanto Cristológica como Mariológica entre los cristianos que dieron lugar a los primeros cismáticos dentro de la Iglesia en el siglo V.

### Nacimiento del hombre nuevo
Él es la imagen del Dios invisible, el primogénito de toda la creación. Porque por él fueron creadas todas las cosas, en el cielo y en la tierra, visibles e invisibles.
Colosenses 1:15-16 considera el nacimiento de Jesús como el modelo de toda la creación.

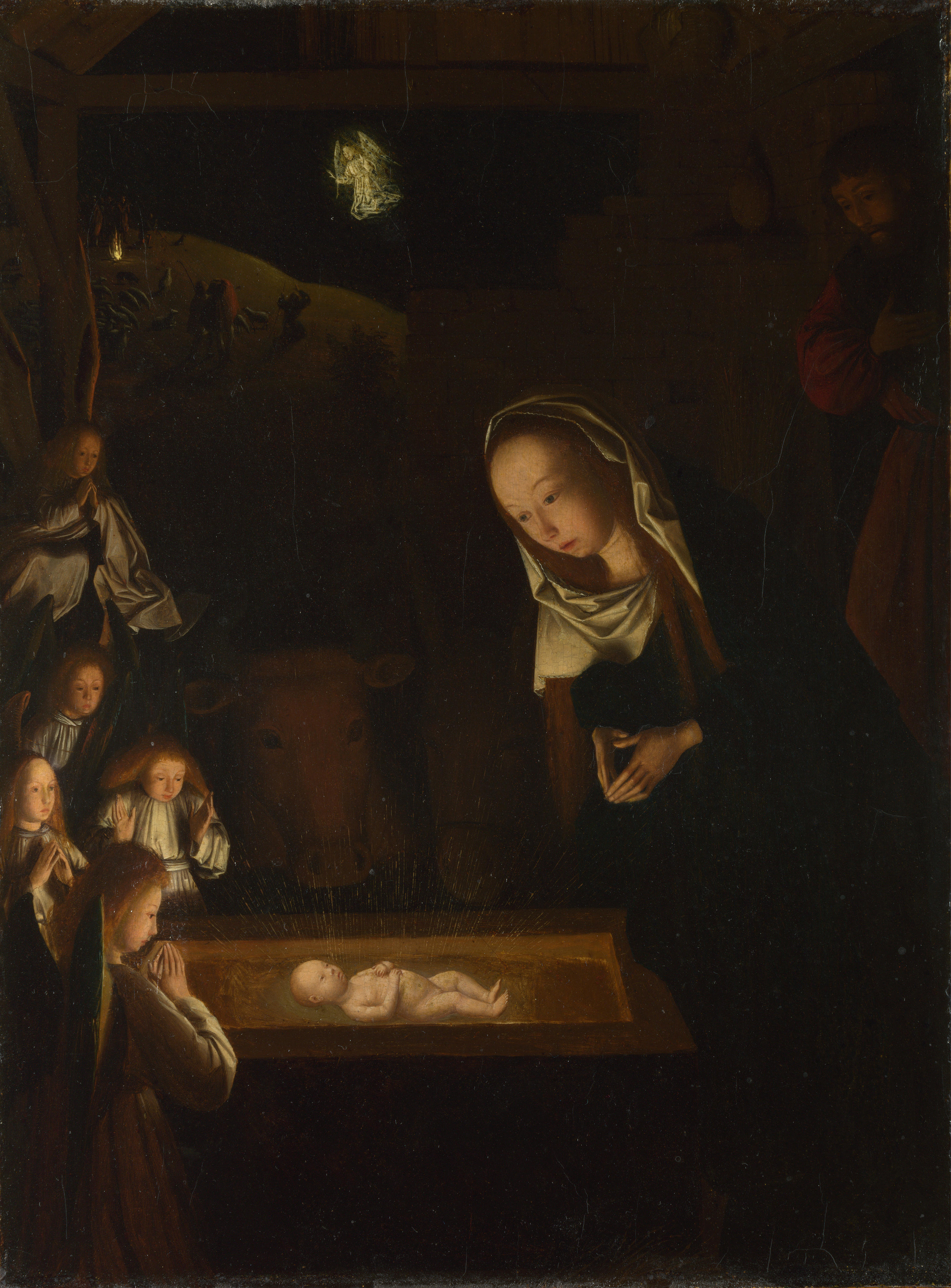
Natividad de Noche, por Geertgen tot Sint Jans, c. 1490

El apóstol Pablo consideraba el nacimiento de Jesús como un acontecimiento de importancia cósmica que dio a luz a un "hombre nuevo" que deshizo el daño causado por la caída del primer hombre, Adán. Así como el Juanino ve a Jesús como el Logos encarnado proclama la relevancia universal de su nacimiento, la perspectiva paulina enfatiza el nacimiento de un hombre nuevo y un mundo nuevo en el nacimiento de Jesús. La visión escatológica de Pablo sobre Jesús lo contrapone como un hombre nuevo de moralidad y obediencia, en contraste con Adán. A diferencia de Adán, el hombre nuevo nacido en Jesús obedece a Dios e inaugura un mundo de moralidad y salvación.
En la visión paulina, Adán se sitúa como el primer hombre y Jesús como el segundo: Adán, habiéndose corrompido por su desobediencia, también infectó a la humanidad y le dejó como herencia una maldición. El nacimiento de Jesús, por otra parte, contrarrestó la caída de Adán, trayendo la redención y reparando el daño hecho por Adán.
En la teología patrística, el contraste de Pablo entre Jesús como el nuevo hombre y Adán proporcionó un marco para discutir la singularidad del nacimiento de Jesús y los acontecimientos posteriores de su vida. La natividad de Jesús comenzó así a servir como punto de partida para la "cristología cósmica", en la que el nacimiento, la vida y la resurrección de Jesús tienen implicaciones universales. El concepto de Jesús como el "hombre nuevo" se repite en el ciclo de nacimiento y renacimiento de Jesús desde su natividad hasta su resurrección: tras su nacimiento, a través de su moralidad y obediencia al Padre, Jesús inició una nueva armonía en la relación entre Dios Padre y el hombre. La natividad y resurrección de Jesús crearon así al autor y ejemplar de una nueva humanidad.
En el siglo II el Padre de la Iglesia Ireneo escribe:

Cuando se encarnó y se hizo hombre, comenzó de nuevo la larga línea de los seres humanos, y nos proporcionó, de una manera breve y completa, la salvación; para que lo que habíamos perdido en Adán -a saber, ser según la imagen y semejanza de Dios- lo recuperáramos en Cristo Jesús. 

Ireneo fue también uno de los primeros teólogos que utilizó la analogía del "segundo Adán y la segunda Eva". Sugirió a la Virgen María como la "segunda Eva" y escribió que María había "desatado el nudo del pecado atado por la virgen Eva" y que así como Eva había tentado a Adán a desobedecer a Dios, María había establecido un camino de obediencia para el segundo Adán (es decir, Jesús) desde la Anunciación hasta el Calvario para que Jesús pudiera traer la salvación, deshaciendo el daño de Adán.
En el siglo IV, esta singularidad de las circunstancias relacionadas con la natividad de Jesús, y su interacción con el misterio de la encarnación, se convirtió en un elemento central tanto en la teología como en la himnodia de Efrén el Sirio. Para él, la singularidad de la natividad de Jesús se complementaba con el signo de la majestad del Creador a través de la capacidad de un Dios poderoso para entrar en el mundo como un pequeño recién nacido.
En la Edad Media el nacimiento de Jesús como segundo Adán llegó a verse en el contexto de Felix culpa ("feliz caída") de San Agustín y se entrelazó con las enseñanzas populares sobre la caída en desgracia de Adán y Eva.  Agustín era aficionado a una declaración sobre la natividad de Gregorio de Nisa y la citó cinco veces: "Venerad la Natividad, por la que sois liberados de las ataduras de una natividad terrena". También le gustaba citar: "Así como en Adán todos morimos, también en Cristo todos volveremos a la vida".
La teología persistió en la Reforma protestante, y el segundo Adán fue uno de los seis modos de expiación discutidos por Juan Calvino. En el siglo XX, el destacado teólogo Karl Barth continuó la misma línea de razonamiento y consideró la natividad de Jesús como el nacimiento de un nuevo hombre que sucedió a Adán. En la teología de Barth, en contraste con Adán, Jesús actuó como un obediente Hijo en el cumplimiento de la voluntad divina y, por tanto, estaba libre de pecado y podía, por tanto, revelar la justicia de Dios Padre y traer la salvación.

### Cristología

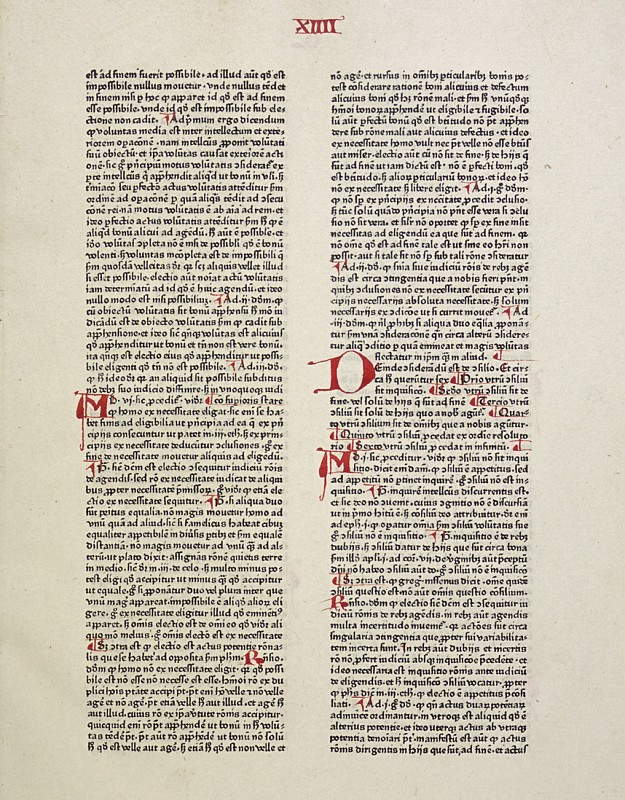
En Summa Theologiæ, (copia de 1471 mostrada aquí) Tomás de Aquino abordó muchas de las cuestiones cristológicas abiertas sobre la Natividad de Jesús

La natividad de Jesús influyó en las cuestiones cristológicas sobre la Persona de Cristo desde los primeros tiempos del cristianismo. La cristología de Lucas se centra en la dialéctica de las naturalezas duales de las manifestaciones terrenal y celestial de la existencia de Cristo, mientras que la cristología de Mateo se centra en la misión de Jesús y su papel como salvador. 
La creencia en la divinidad de Jesús lleva a la pregunta: "¿Jesús fue un hombre nacido de mujer o fue Dios nacido de mujer?". En los cuatro primeros siglos del cristianismo se presentó una amplia gama de hipótesis y creencias sobre la naturaleza de la natividad de Jesús. Algunos de los debates involucraron el título Theotokos (portadora de Dios) para la Virgen María y comenzaron a ilustrar el impacto de la Mariología en la Cristología. Algunos de estos puntos de vista fueron finalmente declarados como herejías, otros condujeron a cismas y a la formación de nuevas ramas de la Iglesia.
El énfasis de la idea salvífica cristiana de Mateo 1:21 influyó posteriormente en las cuestiones teológicas y en las devociones al Santísimo Nombre de Jesús. Mateo 1:23 proporciona la única clave de la Cristología de Emmanuel en el Nuevo Testamento. A partir de 1:23, Mateo muestra un claro interés en identificar a Jesús como "Dios con nosotros" y en desarrollar posteriormente la caracterización Emmanuel de Jesús en puntos clave a lo largo del resto de su Evangelio. El nombre 'Emmanuel' no aparece en ninguna otra parte del Nuevo Testamento, pero Mateo se basa en él en Mateo 28:20 ("Yo estoy con vosotros todos los días, hasta el fin del mundo") para indicar que Jesús estará con los fieles hasta el fin de los tiempos.  Según Ulrich Luz, el motivo del Emmanuel pone entre paréntesis todo el Evangelio de Mateo entre 1,23 y 28,20, apareciendo explícita e implícitamente en varios otros pasajes.
En los siglos IV y V se convocaron varios concilios ecuménicos para tratar estas cuestiones. El Concilio de Éfeso debatió la hipóstasis (naturalezas coexistentes) frente al Monofisitismo (una sola naturaleza) frente al Miafisismo (dos naturalezas unidas en una) frente al Nestorianismo (desunión de dos naturalezas).  El Concilio de Calcedonia de 451 fue muy influyente y marcó un punto de inflexión clave en los debates cristológicos que dividieron a la iglesia del Imperio Romano de Oriente en el siglo V. En Calcedonia se decretó la unión hipostática, es decir, que Jesús es a la vez plenamente divino y plenamente humano, convirtiéndose esto en parte del credo de la cristianismo ortodoxo.
En el siglo V, el destacado Padre de la Iglesia Papa León I utilizó la natividad como elemento clave de su teología. León pronunció diez sermones sobre la Natividad, de los que se conservan siete. El del 25 de diciembre de 451, demuestra su preocupación por aumentar la importancia de la fiesta de la natividad y junto con ella enfatizar las dos naturalezas de Cristo en defensa de la doctrina cristológica de la unión hipostática. León utilizaba a menudo sus sermones sobre la natividad como una ocasión para atacar puntos de vista opuestos, sin nombrar a la oposición. Así, León aprovechaba la fiesta de la Natividad para establecer los límites de lo que podía considerarse una herejía en relación con el nacimiento y la naturaleza de Cristo.
En el siglo XIII, Tomás de Aquino abordó la atribución cristológica de la natividad: si debía atribuirse a la persona (el Verbo) o sólo a la supuesta naturaleza humana de esa persona. Aquino trató la natividad en 8 artículos separados en Summa Theologica, cada uno planteando una cuestión separada:
- "¿Se refiere la Natividad a la naturaleza más que a la Persona?"
- ¿Debe atribuirse a Cristo una Natividad temporal?
- "¿Debe llamarse Madre de Cristo a la Santísima Virgen?"
- ¿Debe llamarse a la Santísima Virgen Madre de Dios?
- "¿Existen dos filiaciones en Cristo?", etc.[74]

Para tratar esta cuestión, Aquino distingue entre la persona nacida y la naturaleza en la que tiene lugar el nacimiento. Aquino resolvió así la cuestión argumentando que en la unión hipostática Cristo tiene dos naturalezas, una recibida del Padre desde la eternidad, la otra de su madre en el tiempo. Este enfoque también resolvió el Problema mariológico de que María recibiera el título de Theotokos ya que bajo este escenario ella es la "Madre de Dios".
Durante la Reforma, Juan Calvino argumentó que Jesús no fue santificado para ser "Dios manifestado como encarnado" (Deus manifestatus in carne) sólo debido a su nacimiento virginal, sino por la acción del Espíritu Santo en el instante de su nacimiento. Así, Calvino argumentó que Jesús estaba exento del pecado original porque fue santificado en el momento de su nacimiento, de modo que su generación fue sin mancha; como la generación fue sin mancha antes de la caída de Adán.

## Impacto en el cristianismo

### Navidad, Fiesta de la Natividad de Nuestro Señor

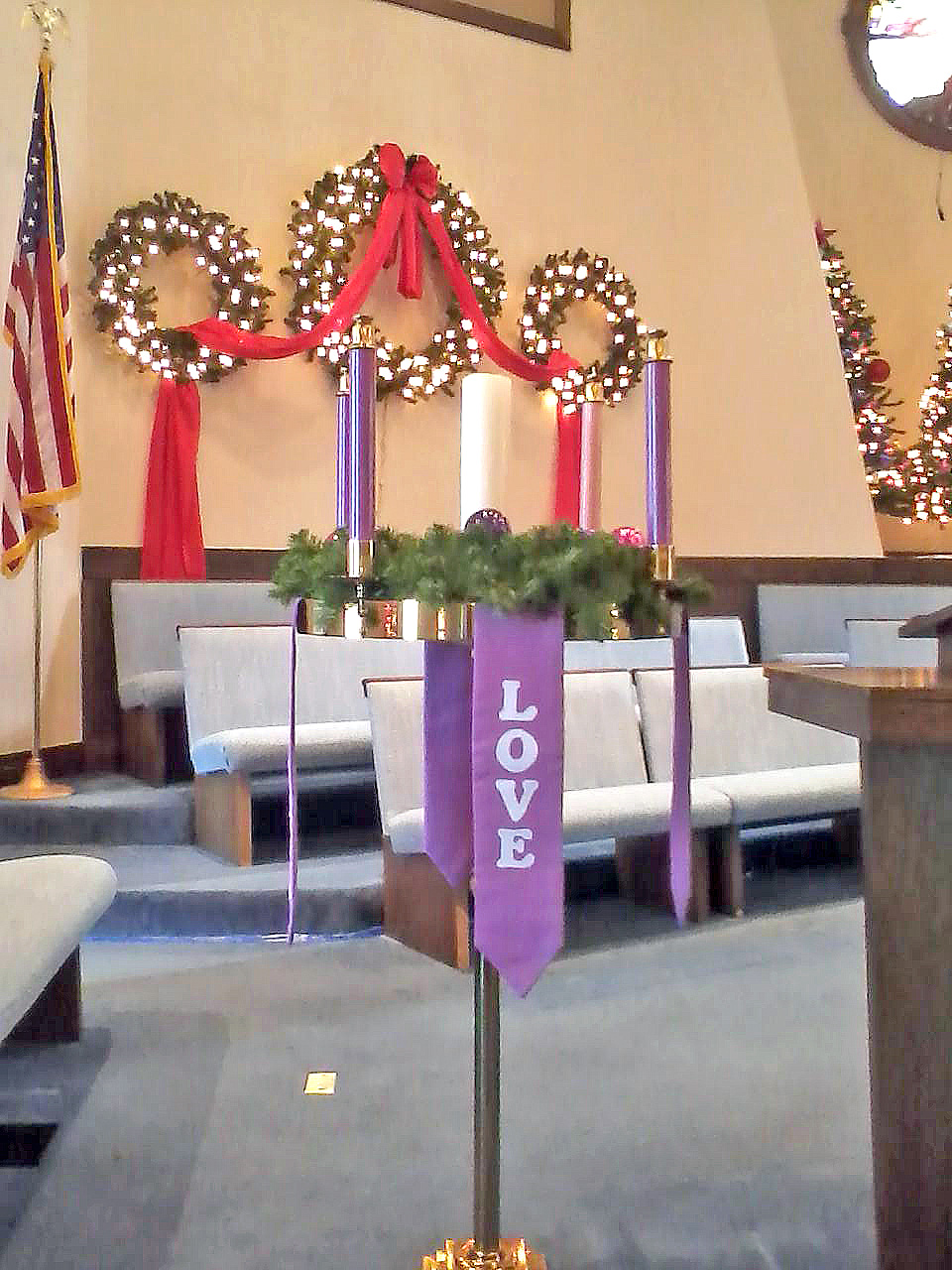
En Navidad, la Vela de Cristo en el centro de la Corona de Adviento se enciende tradicionalmente en muchos servicios religiosos.

Las Iglesias cristianasas celebran la natividad de Jesús en Navidad, que la Cristiandad occidental celebran el 25 de diciembre, mientras que muchas Iglesias cristianas orientales celebran la fiesta de la Natividad de Nuestro Señor el 7 de enero. No se trata de un desacuerdo sobre la fecha de la Navidad como tal, sino más bien de una preferencia sobre qué calendario debe utilizarse para determinar el día que es el 25 de diciembre. En el Concilio de Tours de 567, la Iglesia, con su deseo de ser universal, "declaró los doce días entre Navidad y Epifanía como un Tiempo de Navidad", dando así significado tanto a las fechas occidentales como orientales de la Navidad. El tiempo litúrgico de Adviento precede, y se utiliza para preparar la celebración de la Navidad. Las costumbres de la Tiempo de Navidad incluyen completar un devocionario diario de Adviento y una corona de Adviento,  Cantar villancicos, la entrega de regalos, ver representaciones del Nacimiento, asistir a  servicios religiosos,  y comer alimentos especiales, como pastel de Navidad. En muchos países, como Suecia, la gente empieza a colocar sus adornos de Adviento y Navidad el primer día de Adviento. Litúrgicamente, esto se hace en algunas parroquias mediante una ceremonia de colgar ramas verdes.

### Historia de las fiestas y elementos litúrgicos

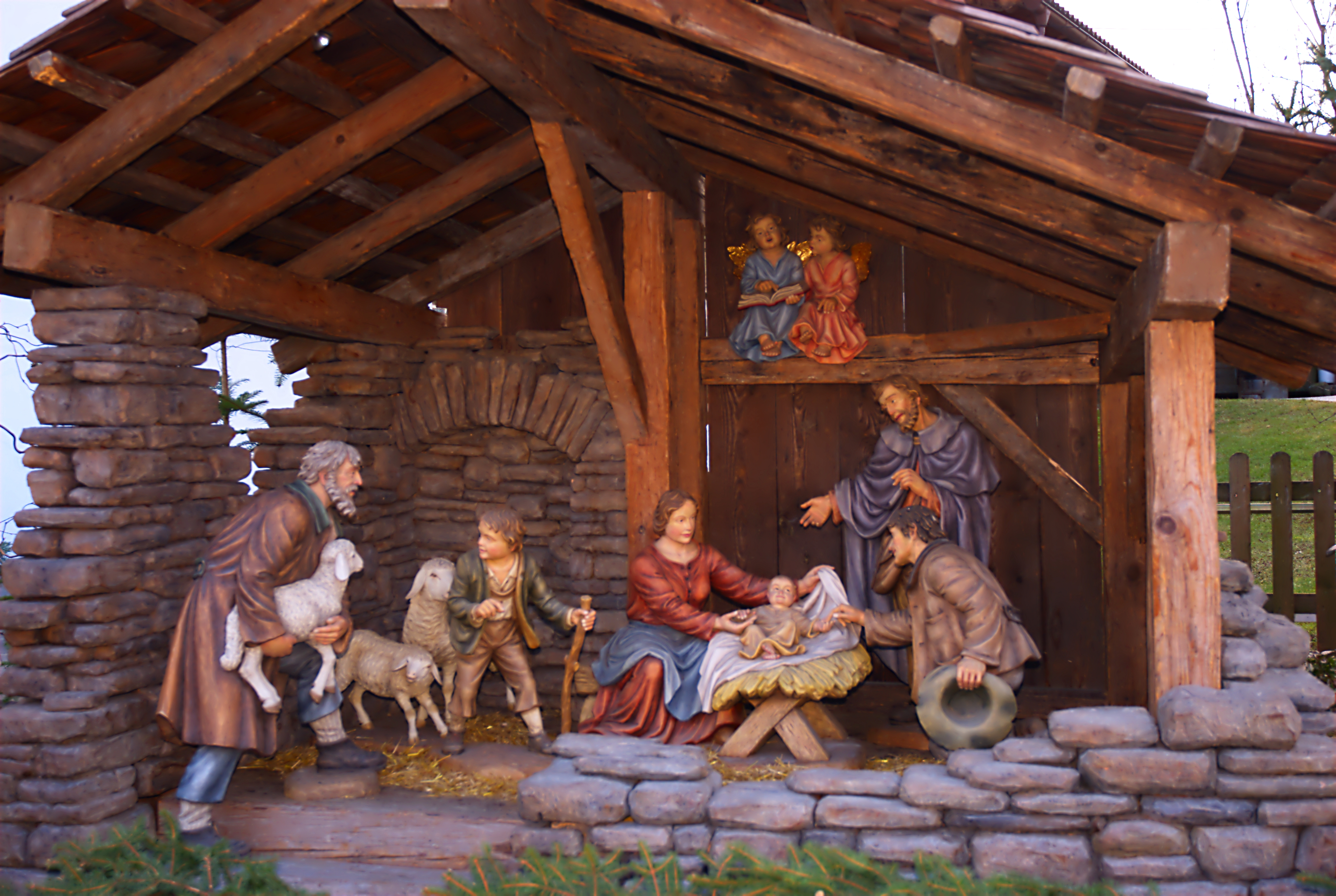
Belén en Baumkirchen, Austria

En los siglos I y II, el Día del Señor (domingo) era la celebración cristiana más antigua e incluía una serie de temas teológicos. En el siglo II, la Resurrección de Jesús se convirtió en una fiesta independiente como Pascua y en el mismo siglo Epifanía comenzó a celebrarse en las Iglesias de Oriente el 6 de enero. La celebración de la fiesta de los Reyes Magos el 6 de enero puede relacionarse con una celebración precristiana por la bendición del Nilo en Egipto el 5 de enero, pero esto no es históricamente seguro.  La fiesta de la Natividad que más tarde se convirtió en Navidad fue una fiesta del siglo IV en la Iglesia Occidental especialmente en Roma y el norte de África, aunque no se sabe con exactitud dónde y cuándo se celebró por primera vez. 
La fuente más antigua que establece el 25 de diciembre como la fecha de nacimiento de Jesús fue Hipólito de Roma (170-236), escrito muy a principios del siglo III, basado en la suposición de que la concepción de Jesús tuvo lugar en el Equinoccio de primavera que él situó el 25 de marzo, y luego añadió nueve meses. Existen evidencias históricas de que a mediados del siglo IV las iglesias cristianas de Oriente celebraban el nacimiento y Bautismo de Jesús el mismo día, el 6 de enero, mientras que las de Occidente celebraban una fiesta de la Natividad el 25 de diciembre (quizás influenciadas por el solsticio de invierno); y que para el último cuarto del siglo IV, los calendarios de ambas iglesias incluían ambas fiestas.  Las primeras sugerencias de una fiesta del Bautismo de Jesús el 6 de enero durante el siglo II provienen de Clemente de Alejandría, pero no hay más mención de tal fiesta hasta el año 361, cuando el  emperador Juliano el Apóstata asistió a una fiesta el 6 de enero del año 361.

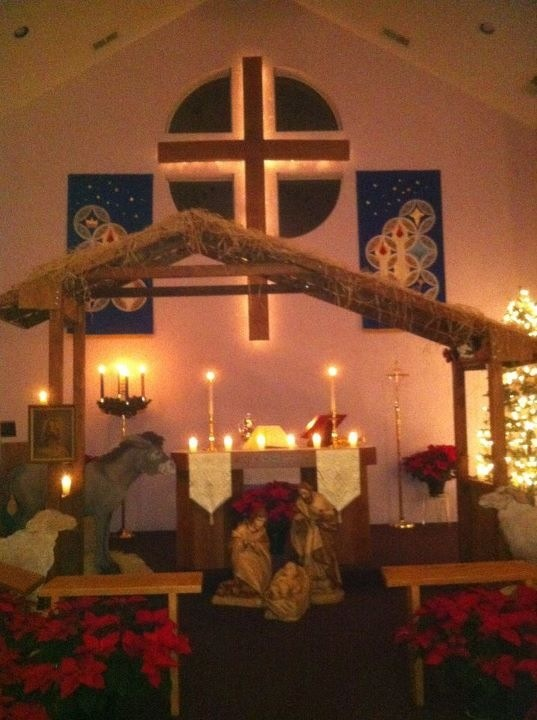
Navidad en la Iglesia Luterana de la Resurrección, Fredericksburg, Virginia

La Cronografía de 354 manuscrito iluminado compilado en Roma incluye una referencia temprana a la celebración de una fiesta de la Natividad. En un sermón pronunciado en Antioquía el 25 de diciembre de c. 386, Juan Crisóstomo proporciona información específica sobre la fiesta allí, afirmando que la fiesta había existido durante unos 10 años. Hacia 385 la fiesta por el nacimiento de Jesús era distinta de la del Bautismo y se celebraba el 25 de diciembre en Constantinopla, Nisa y Amaseia. En un sermón del año 386, Gregorio de Nisa relacionó específicamente la fiesta de la Natividad con la del martirio de san Esteban, celebrada un día después. Hacia 390 la fiesta se celebraba también en Iconio ese día.
El papa León I estableció una fiesta del "Misterio de la Encarnación" en el siglo V, en efecto como la primera fiesta formal de la Natividad de Jesús. El Papa Sixto III instituyó entonces la práctica de la Misa del Gallo justo antes de esa fiesta. La fiesta se celebraba en Jerusalén en el siglo VI, cuando el emperador Justiniano declaró la Navidad como fiesta legal.
En los siglos XIV y XV, la importancia teológica de la natividad de Jesús se unió a un énfasis en la naturaleza amorosa del niño Jesús en sermones de figuras como Jean Gerson. En sus sermones Gerson enfatizaba la naturaleza amorosa de Jesús en su natividad, así como su plan cósmico para la salvación de la humanidad.
A principios del siglo XX, la Navidad se había convertido en una "firma cultural" del cristianismo y, de hecho, de la cultura occidental, incluso en países como Estados Unidos, que oficialmente no son religiosos. A principios del siglo XXI, estos países empezaron a prestar más atención a las sensibilidades de los no cristianos durante las fiestas de fin de año.

### Transformación de la imagen de Jesús

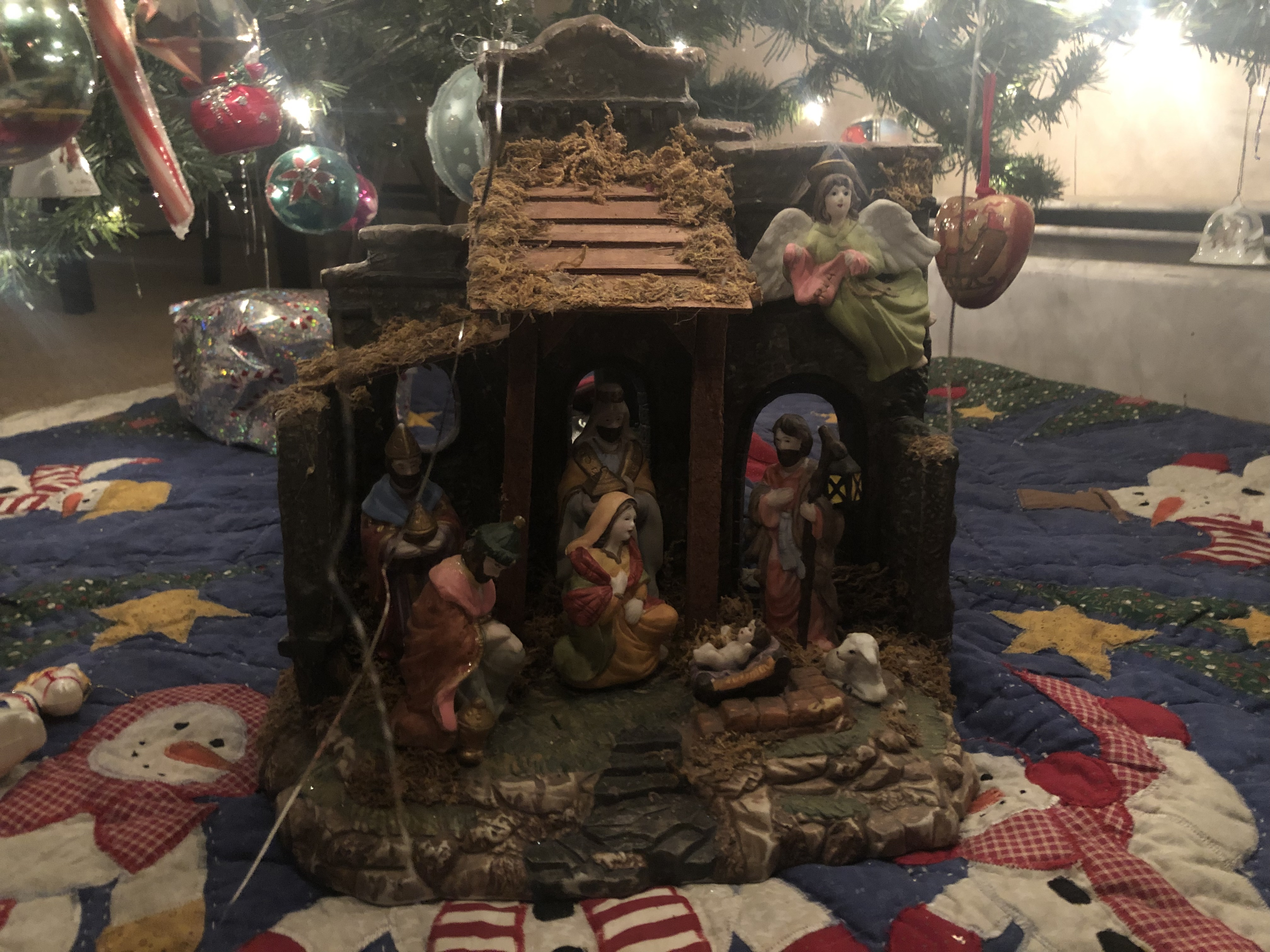
Un Belén dentro de una casa americana

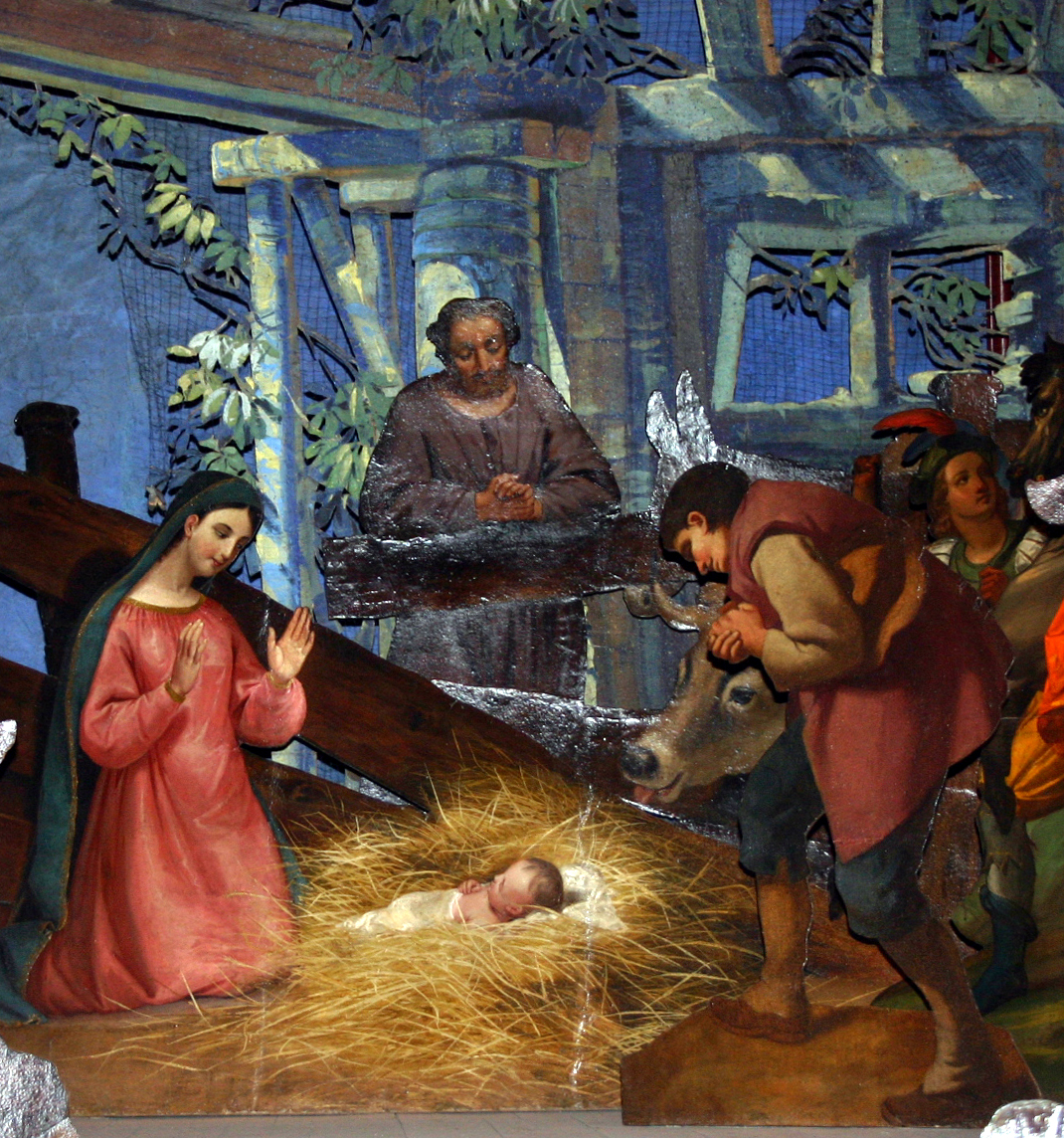
Papel sobre madera Belén de 1750, Milán, presentando una tierna imagen de Jesús

Los primeros cristianos veían a Jesús como "el Señor" y la palabra Kyrios aparece más de 700 veces en el Nuevo Testamento, refiriéndose a él como tal.  El uso de la palabra Kyrios en la Septuaginta Biblia también asignaba a Jesús los atributos del Antiguo Testamento de un Dios omnipotente. El uso del término Kyrios, y por tanto el señorío de Jesús, es anterior a las epístolas paulinas, pero Pablo amplió y profundizó en el tema.
Los escritos paulinos establecieron entre los primeros cristianos la imagen Kyrios y los atributos de Jesús como no sólo referidos a su victoria escatológica, sino a él como la "imagen divina" (griego ninguno: εἰκών, romanizado: eikōn) en cuyo rostro resplandece la gloria de Dios. Esta imagen persistió entre los cristianos como la percepción predominante de Jesús durante varios siglos. Más que cualquier otro título, Kyrios definía la relación entre Jesús y quienes creían en él como Cristo: Jesús era su Señor y Maestro al que debían servir de todo corazón y que un día juzgaría sus acciones a lo largo de sus vidas.
Los atributos de señorío asociados a la imagen Kyrios de Jesús también implicaban su poder sobre toda la creación.  Pablo entonces miró hacia atrás y razonó que el señorío final de Jesús fue preparado desde el principio, comenzando con la pre-existencia y la Natividad, basada en su obediencia como la imagen de Dios. Con el tiempo, basándose en la influencia de Anselmo de Canterbury, Bernardo de Claraval y otros, la Kyrios imagen de Jesús empezó a complementarse con una "imagen más tierna de Jesús", y el enfoque franciscano de la piedad popular fue decisivo para establecer esta imagen.
El siglo XIII fue testigo de un importante punto de inflexión en el desarrollo de una nueva "tierna imagen de Jesús" dentro del cristianismo, ya que la Franciscanos comenzó a hacer hincapié en la humildad de Jesús tanto en su nacimiento como en su muerte. La construcción del belén por Francisco de Asís fue decisiva para retratar una imagen más suave de Jesús que contrastaba con la poderosa y radiante imagen en la Transfiguración, y enfatizaba cómo Dios había tomado un camino humilde hacia su propio nacimiento.  Mientras la Peste Negra asolaba la Europa medieval, las dos órdenes mendicantes de Franciscanos y Dominicos ayudaron a los fieles a sobrellevar las tragedias. Un elemento del enfoque franciscano era el énfasis en la humildad de Jesús y la pobreza de su nacimiento: la imagen de Dios era la imagen de Jesús, no un Dios severo y castigador, sino él mismo humilde al nacer y sacrificado al morir. El concepto de que el Creador omnipotente dejara de lado todo poder para conquistar el corazón de los hombres por amor y que hubiera sido depositado indefenso en un pesebre era tan maravilloso y conmovedor para los creyentes como el sacrificio de morir en la cruz del Calvario.
Así, en el siglo XIII, las tiernas alegrías de la natividad de Jesús se añadieron a la agonía de su Crucifixión y se introdujo toda una nueva gama de emociones religiosas aprobadas, con amplias repercusiones culturales durante siglos. Los franciscanos abordaron ambos extremos de este espectro de emociones. Por un lado, la introducción del belén fomentó la imagen tierna de Jesús, mientras que, por otro, el propio Francisco de Asís sentía un profundo apego por los sufrimientos de Jesús en la Cruz y se decía que había recibido los estigmas como expresión de ese amor. La naturaleza dual de la piedad franciscana basada tanto en la alegría de la natividad como en el sacrificio en la Calvario tuvo un profundo atractivo entre los habitantes de las ciudades y a medida que los frailes franciscanos viajaban estas emociones se extendieron por todo el mundo, transformando la imagen Kyrios de Jesús en una imagen más tierna, amorosa y compasiva.  Estas tradiciones no se limitaron a Europa y pronto se extendieron a otras partes del mundo como América Latina, Filipinas y Estados Unidos. 
Según el arzobispo Rowan Williams, esta transformación, acompañada de la proliferación de la tierna imagen de Jesús en las pinturas de la Virgen con Niño, tuvo un importante impacto dentro del ministerio cristiano al permitir a los cristianos sentir la presencia viva de Jesús como una figura amorosa "que siempre está ahí para acoger y nutrir a quienes acuden a él en busca de ayuda".

## Himnos, arte y música

### Cánticos que aparecen en Lucas
El texto de la natividad de Lucas ha dado lugar a cuatro cánticos muy conocidos: el Benedictus y el Magnificat en el primer capítulo, y el Gloria in Excelsis y el Nunc dimittis en el segundo capítulo.  Estos "cánticos evangélicos" son ahora parte integrante de la tradición litúrgica. La estructura paralela en Lucas sobre los nacimientos de Juan el Bautista y Jesús, se extiende a los tres cánticos Benedictus (Canto de Zacarías), el Nunc dimittis y el Magnificat.
El Magnificat, en Lucas 1:46-55, es pronunciado por María y es uno de los ocho himnos cristianos más antiguos, quizás el himno mariano más antiguo. El Benedictus, en Lucas 1:68-79, es pronunciado por Zacarías, mientras que el Nunc dimittis, en Lucas 2: 29-32, es pronunciado por Simeón.  El tradicional Gloria in Excelsis es más largo que la línea de apertura presentada en Lucas 2:14, y a menudo se llama la "Canción de los Ángeles" dado que fue pronunciada por los ángeles en la Anunciación a los pastores. 
Los tres cánticos Benedictus, Nunc Dimittis y el Magnificat, si no tienen su origen en el Evangelio de Lucas, pueden tener sus raíces en los primeros servicios litúrgicos cristianos en Jerusalén, pero sus orígenes exactos siguen siendo desconocidos. 

### Artes visuales

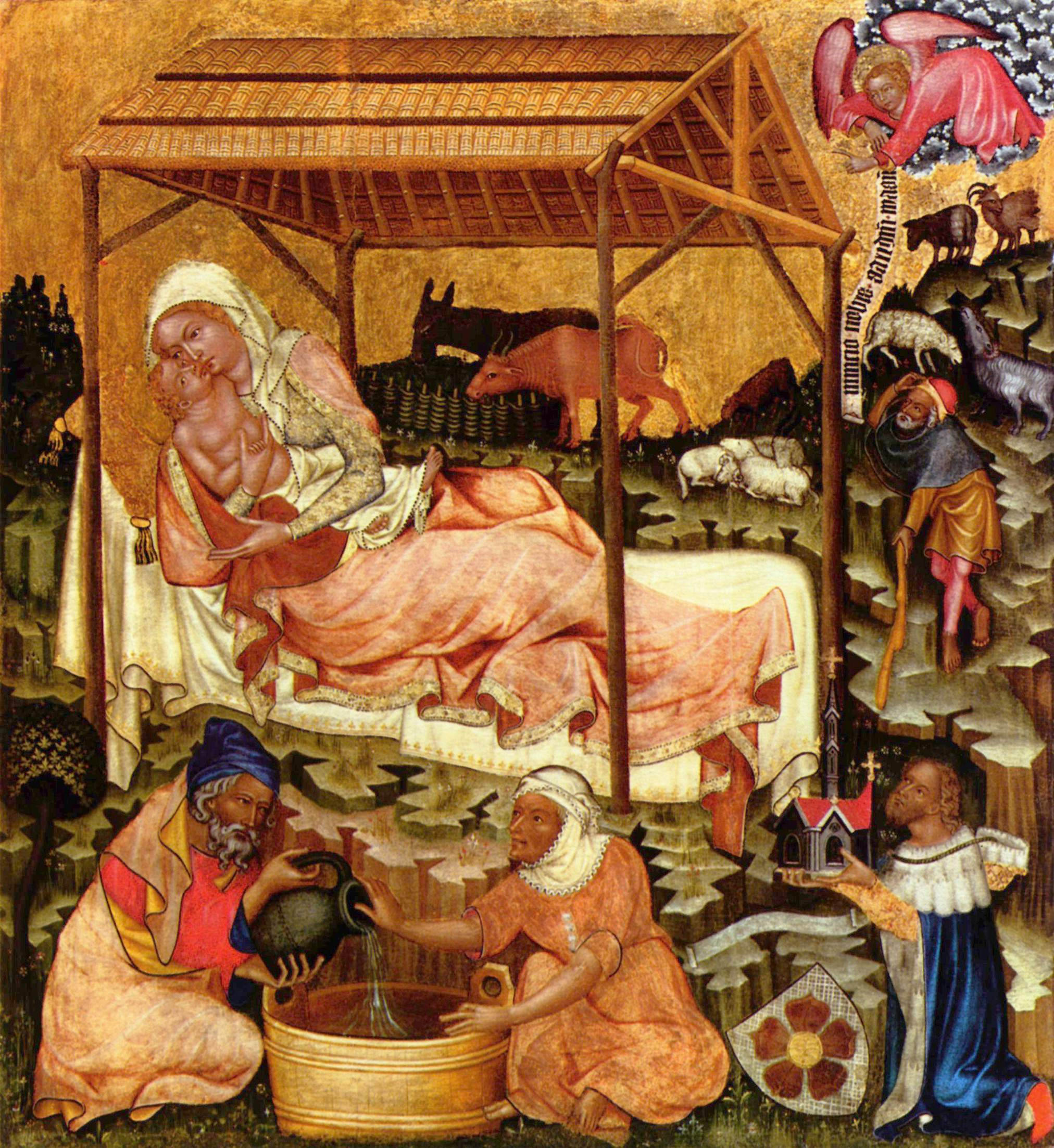
Miniatura medieval de la Natividad, c. 1350

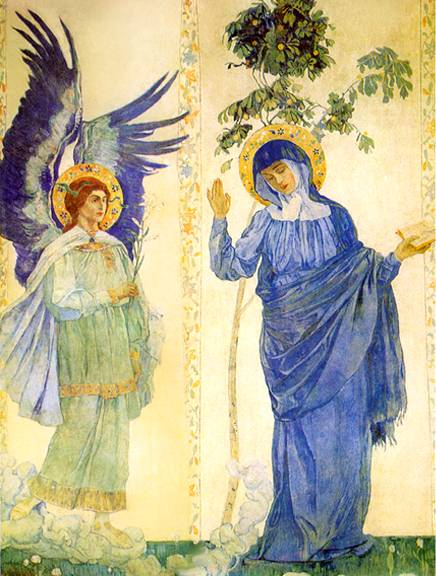
Anunciación por Nesterov, siglo XIX, Rusia

Una de las tradiciones más visibles durante la época navideña es la exhibición de pesebres que representan la natividad, normalmente en forma de estatuas o figuras, en casas particulares, empresas e iglesias, ya sea en el interior o en el exterior del edificio. Esta tradición suele atribuirse a Francisco de Asís quien fue descrito como creador de tal exhibición en Greccio, Italia, en 1223 según relata San Buenaventura en su Vida de San Francisco de Asís escrita hacia 1260.
Antes de que se desarrollara la tradición de la escena del pesebre, existían pinturas que representaban el tema. Las primeras representaciones artísticas de la natividad se encontraban en las catacumbas y en sarcófagos de Roma. Como visitantes gentiles, los Magos eran populares en estas escenas, representando el significado de la llegada del Mesías para todos los pueblos. El buey y el asno simbolizaban también a los judíos y a los gentiles, y han sido una constante desde las primeras representaciones. María no tardó en sentarse en un trono ante la visita de los Reyes Magos.
Las representaciones de la natividad pronto se convirtieron en un componente normal de los ciclos en el arte que ilustraban tanto la Vida de Cristo como la Vida de la Virgen. Las imágenes de la Natividad también transmiten el mensaje de la redención: La unificación de Dios con la materia constituye el misterio de la Encarnación, un punto de inflexión en la perspectiva cristiana de la Salvación.
En la Iglesia oriental los iconos pintados de la natividad corresponden a menudo a himnos a María específicos, por ejemplo al Kontakion: " En muchos iconos orientales de la natividad (a menudo acompañados de la himnodia correspondiente) se destacan dos elementos básicos. En primer lugar, el acontecimiento representa el misterio de la encarnación como fundamento de la fe cristiana, y la naturaleza combinada de Cristo como divino y humano. En segundo lugar, relaciona el acontecimiento con la vida natural del mundo y sus consecuencias para la humanidad.

### Himnos, música y representaciones

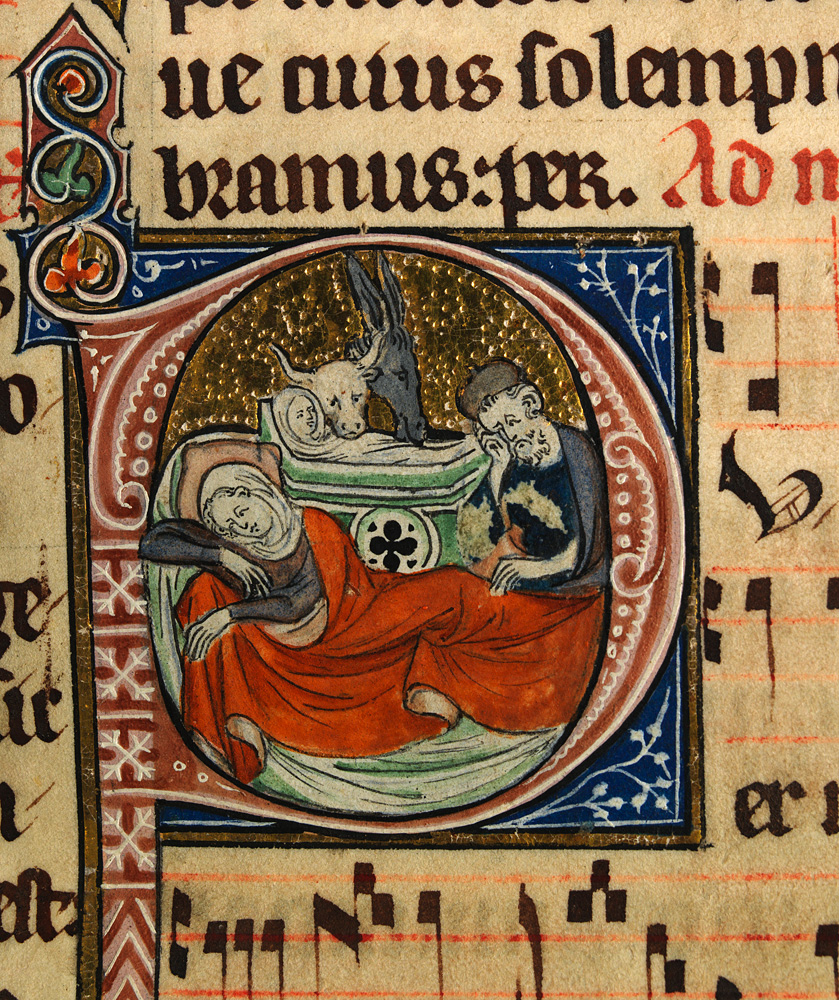
La Natividad representada en un manuscrito litúrgico inglés

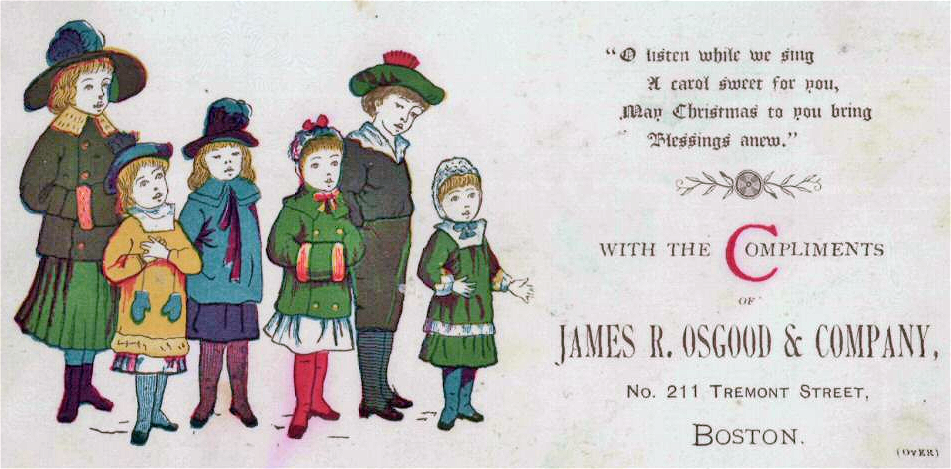
Una tarjeta de villancico, Boston, 1880

Al igual que los judíos del siglo I, los primeros cristianos rechazaban el uso de instrumentos musicales en las ceremonias religiosas y en su lugar recurrían a cantos y canto llano, lo que dio lugar al uso del término a cappella (en la capilla) para estos cantos.
Uno de los primeros himnos al nacimiento fue Veni redemptor gentium compuesto por Ambrosio de Milán en el siglo IV. A principios del siglo V, el poeta español Prudencio había escrito "Desde el corazón del Padre", donde la novena estrofa se centraba en la natividad y presentaba a Jesús como creador del universo. En el siglo V el poeta galo Sedulius compuso "Desde las tierras que ven nacer el Sol" en el que se retrataba la humildad del nacimiento de Jesús.  El Magnificat, uno de los ocho himnoss cristianos más antiguos y quizás el más antiguo himno mariano, se basa en la Anunciación.
Romano el Méloda tuvo un sueño con la Virgen María la noche anterior a la fiesta de la natividad, y cuando se despertó a la mañana siguiente, compuso su primer himno "Sobre la Natividad" y continuó componiendo himnos (quizás varios cientos) hasta el final de su vida. Las representaciones de la natividad, que ahora se llaman Villancicos, formaban parte de los himnos troparios en la liturgia de las iglesias de rito bizantino, desde Sofronio de Jerusalén en el siglo VII. En el siglo XIII, los franciscanos habían fomentado una fuerte tradición de canciones populares navideñas en las lenguas nativas. Los villancicos navideños en inglés aparecen por primera vez en una obra de 1426 de John Awdlay, un capellán de Shropshire, que enumera veinticinco "caroles of Cristemas".
El mayor corpus de obras musicales sobre Cristo en las que no habla son sobre la natividad. Existe un gran corpus de música litúrgica, así como una gran cantidad de textos para-litúrgicos, villancicos y música folclórica sobre la natividad de Jesús. Los villancicos
llegado a considerarse como una señal cultural de la natividad de Jesús.
La mayoría de las narraciones musicales de belenes no son bíblicas y no surgieron hasta que la música eclesiástica asimiló la ópera en el siglo XVII. Sin embargo, a partir de entonces hubo un torrente de nueva música, como la de Heinrich Schütz de 1660, Marc-Antoine Charpentier (Misa de Gallo, Pastorales, Oratorio, música instrumental), El cuento de Navidad' y Oratorio de Navidad de Bach en el siglo XVIII, así como Lisz's Christus, de Berlioz L'Enfance du Christ} (1850), Camille Saint-Saëns, Oratorio de Navidad (1858), etc. El clásico poema de John Milton de 1629 Oda en la mañana de la Natividad de Cristo fue utilizado por John McEwan en 1901.

## Análisis histórico

### Vistas tradicionales

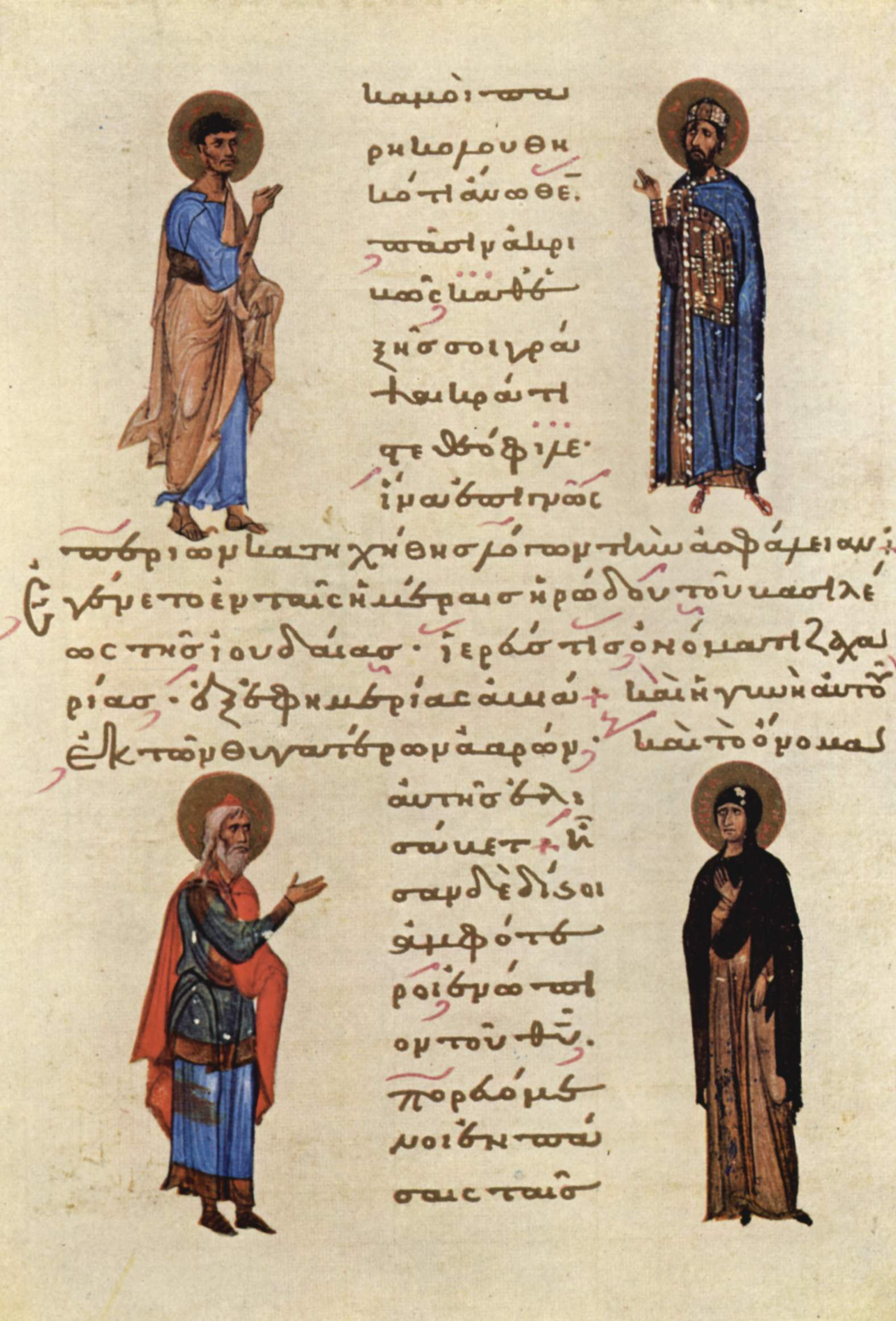
Comienzo de una copia bizantina del Evangelio de Lucas, 1020

Según algunos estudiosos, los dos relatos evangélicos de la natividad son históricamente exactos y no se contradicen entre sí, con similitudes como el lugar de nacimiento de Belén y el nacimiento virginal. George Kilpatrick y Michael Patella afirman que una comparación de los relatos de la natividad de Lucas y Mateo muestran elementos comunes en cuanto al nacimiento virginal, el nacimiento en Belén y la crianza en Nazaret, y que aunque hay diferencias en los relatos de la natividad de Lucas y Mateo, se puede construir una narración general combinando ambos.  Varios eruditos bíblicos han intentado mostrar cómo el texto de ambas narraciones puede entrelazarse como una armonía evangélica para crear un relato que comienza con un viaje de Nazaret a Belén, donde nace Jesús, seguido de la huida a Egipto, y termina con el regreso a Nazaret.
Ni Lucas ni Mateo afirman que sus relatos del nacimiento se basen en testimonios directos. Raymond E. Brown sugirió en 1973 que José fue la fuente del relato de Mateo y María del de Lucas, pero los eruditos modernos lo consideran "altamente improbable", dado que la historia surgió tan tarde.
Eruditos católicos romanos, como John L. McKenzie, Raymond E. Brown, y Daniel J. Harrington expresan la opinión de que, debido a la escasez de registros antiguos, nunca se podrán determinar por completo una serie de cuestiones relativas a la historicidad de algunos episodios de la natividad, y que la tarea más importante es decidir qué significaban los relatos de la natividad para las primeras comunidades cristianas..

### Análisis crítico
Muchos eruditos no consideran que los relatos del nacimiento de Lucas y Mateo sean históricamente verídicos. considerándolos teológicos y presentando dos relatos y genealogías diferentes. Por ejemplo, señalan el relato de Mateo de la aparición de un ángel a José en un sueño; los magos de Oriente; la masacre de los inocentes; y la huida a Egipto, que no aparecen en Lucas, que en cambio describe la aparición de un ángel a María; el censo romano; el nacimiento en un pesebre; y el coro de ángeles que se aparece a los pastores en el campo. Sanders analiza en detalle ambas narraciones del nacimiento, las contrasta y las juzga no históricas en las págs. 85-88. Sanders considera que el censo de Lucas, para el que todo el mundo regresó a su hogar ancestral, no es históricamente creíble, ya que era contrario a la práctica romana; no habrían desarraigado a todo el mundo de sus hogares y granjas en el Imperio obligándoles a regresar a sus ciudades ancestrales. Además, la gente no era capaz de rastrear sus propios linajes hasta 42 generaciones atrás. En términos más generales, según Karl Rahner los evangelios muestran poco interés en sincronizar los episodios del nacimiento o la vida posterior de Jesús con la historia secular de la época. Como resultado, los estudiosos modernos no utilizan gran parte de los relatos de nacimiento para obtener información histórica. No obstante, se considera que contienen alguna información biográfica útil: Que Jesús naciera cerca del final del reinado de Herodes, durante el reinado del emperador Augusto y que su padre se llamara José se consideran históricamente plausibles..
La mayoría de los eruditos modernos aceptan la hipótesis de la prioridad marciana, según la cual los relatos de Lucas y Mateo se basan en el Evangelio de Marcos, pero las narraciones del nacimiento proceden de fuentes independientes de los evangelistas, conocidas como fuente M para Mateo y fuente L para Lucas, que fueron añadidas posteriormente. 
Mientras que Geza Vermes y E. P. Sanders descartan los relatos como ficción piadosa, Raymond E. Brown los considera construidos a partir de tradiciones históricas anteriores a los Evangelios. Según Brown, no existe un acuerdo uniforme entre los eruditos sobre la historicidad de los relatos, por ejemplo la mayoría de los eruditos que rechazan la historicidad del nacimiento en Belén defienden un nacimiento en Nazaret, unos pocos sugieren Cafarnaúm, y otros han planteado hipótesis de lugares tan lejanos como Corozaín. Bruce Chilton y el arqueólogo Aviram Oshri han propuesto un nacimiento en Belén de Galilea, un lugar situado a 7 millas (11,3 km) de Nazaret en el que se han excavado restos que datan de la época de Herodes el Grande. Armand P. Tarrech afirma que la hipótesis de Chilton no tiene apoyo ni en las fuentes judías ni en las cristianas, aunque Chilton parece tomarse en serio la afirmación de Lucas 2:4 de que José también subió de Galilea, de la ciudad de Nazaret, a Judea, a la ciudad de David, que se llama Belén. 
Muchos consideran que el debate sobre la historicidad es secundario, dado que los evangelios se escribieron principalmente como documentos teológicos y no como cronologías. Por ejemplo, Mateo presta mucha más atención al nombre del niño y a sus implicaciones teológicas que al propio acontecimiento del nacimiento.

## Celebración litúrgica

### En la Iglesia católica
El rito romano de la Iglesia católica permite que se celebren distintas misas en la solemnidad de la Natividad del Señor, con diferentes lecturas y oraciones según el momento en el que tengan lugar. Así, la liturgia de Navidad empieza ya desde la tarde del día anterior, pudiéndose celebrar entonces la misa de la vigilia, antes o después de las primeras vísperas de la Natividad del Señor. Ya en la noche (Nochebuena) se celebra la misa de medianoche, popularmente llamada misa del gallo; en ella se proclama el pasaje del evangelio de Lucas 2, 1-14. En algunos lugares se oficia una misa de la aurora que acompaña el amanecer del día 25 de diciembre. Finalmente, también se celebra la misa del día durante el día de Navidad, en la que se proclama el prólogo del Evangelio de Juan (Jn 1, 1-8).
Ya desde las primeras vísperas de la Natividad del Señor comienza el llamado «tiempo de Navidad», que abarca la celebración de la Sagrada Familia (primer domingo después del 25 de diciembre), la solemnidad de Santa María, Madre de Dios (1 de enero, es decir, la octava de la Natividad), la solemnidad de la Epifanía del Señor (6 de enero o el segundo domingo después del 25 de diciembre) y la fiesta del Bautismo del Señor (el domingo o lunes, después de la Epifanía), con la que concluye ese período. El período de la Natividad también incluye otras festividades tales como la de san Esteban, protomártir (26 de diciembre), la de san Juan, apóstol y evangelista (27 de diciembre) y la de los Santos Inocentes (28 de diciembre).

## Dionisio el Exiguo
El sistema que se utiliza actualmente fue ideado por el monje Dionisio el Exiguo, a quien el papa Bonifacio I pidió que encontrara un sistema para calcular la fecha de la Pascua.
Dionisio decidió utilizar el nacimiento de Cristo como punto de referencia en vez del sistema que se utilizaba hasta entonces. Calculó erróneamente que Jesús nació el 25 de diciembre del año 753 AUC (ab urbe condita, desde la fundación de Roma), tomando entonces el año que apenas comenzaba, 754 AUC, como el año 1 d. C.
Este sistema no fue aceptado en aquella época, aunque siglos después fue adoptado por varias poblaciones hasta convertirse en el sistema predeterminado de facto.

## Representaciones en el arte

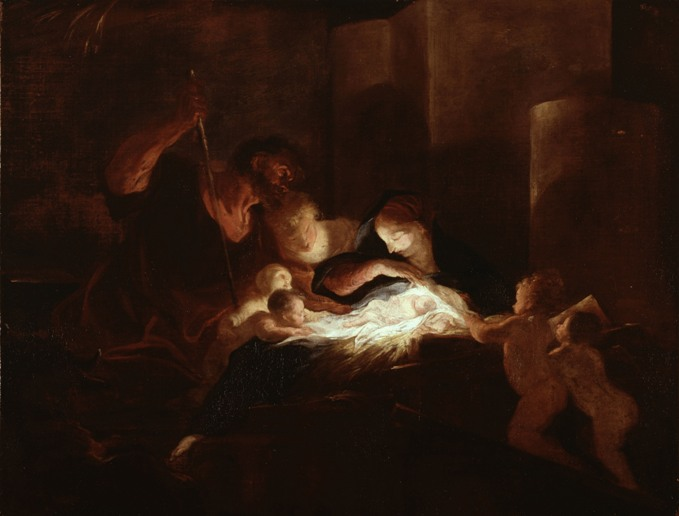
La Nativité de Louis Cretey. Óleo sobre lienzo de la segunda mitad del, expuesto en el Detroit Institute of Arts.

Las escenas del nacimiento de Jesús fueron cambiando a través de los siglos y conforme a las costumbres y modas impuestas por los propios artistas. Durante la Edad Media lo más común es la representación de María tendida en su lecho con el niño a su lado, envuelto en refajos. En el siglo XIII Jesús está metido en el pesebre y hay un intercambio de miradas entre la madre y el hijo. A finales de la Baja Edad Media se empieza a representar a María con su hijo en brazos. Durante los siglos XIV y XV la escena se hace más cálida e íntima pues se representa a María alimentando al niño.
Los artistas flamencos van añadiendo detalles más o menos pintorescos, como la participación de José a la hora del baño del recién nacido. A partir del siglo XVI entran en escena los pastores adorando al Niño. Los pastores ofrecen animales de granja, frutos y otros obsequios. A veces en una misma obra se añade al tema central otros que pueden estar relacionados, como la anunciación del ángel a los pastores, el coro de ángeles, etc. Muchas de las imágenes de la Natividad incluyen a los ángeles como testigos del nacimiento de Jesús. El siguiente paso se da en los abundantes retablos monumentales del siglo XVII en que todo el retablo es una descripción de la Natividad y todo lo relacionado con ella. Aparece además el símbolo del cordero.                                                                     
Las representaciones artísticas de la Natividad se pueden dividir en tres grupos, que son:
1. Los Preludios, es decir, los episodios anteriores al nacimiento de Jesucristo: el Viaje a Belén y la expectación del parto.
2. La Natividad propiamente dicha.
3. Los temas complementarios de la Adoración de los Pastores y de los Reyes Magos